# 17. April
Der 17. April ist der 107. Tag des gregorianischen Kalenders (der 108. in Schaltjahren), somit bleiben 258 Tage bis zum Jahresende.

## Ereignisse

### Politik und Weltgeschehen
- 0642: Angehörige des westgotischen Adels stürzen König Tulga und erheben den 80-jährigen Chindaswinth zu dessen Nachfolger.
- 1362: Nach einer Belagerung während der Litauerkriege wird Kaunas vom Deutschen Orden erobert und zerstört.

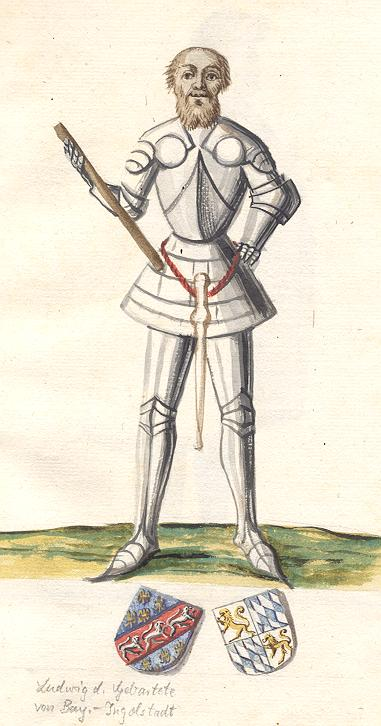
1414: Ludwig VII. der Gebartete

- 1414: In Kelheim wird die Sittichgesellschaft gegründet, eine Vereinigung der Gegner Herzog Ludwigs des Gebarteten von Bayern-Ingolstadt. Gründer ist Ludwigs Cousin Heinrich der Reiche von Bayern-Landshut, weitere Mitglieder die Herzöge Ernst und Wilhelm III. von Bayern-München sowie Pfalzgraf Johann von Pfalz-Neumarkt.
- 1492: Im Befestigten Heerlager Santa Fe im kurz zuvor im Rahmen der Reconquista eroberten Granada erteilen die katholischen Könige Isabella von Kastilien und Ferdinand II. von Aragón mit der Kapitulation von Santa Fe dem genuesischen Seefahrer Christoph Kolumbus die Erlaubnis und finanzielle Unterstützung, zu seiner Reise auf der Suche nach einem Seeweg nach Indien aufzubrechen, und ernennen ihn zum Vizekönig und Generalgouverneur über alle von ihm entdeckten Gebiete mit dem Recht, ein Zehntel der dort gefundenen Reichtümer für sich zu behalten.
- 1525: Der Heerführer des Schwäbischen Bundes, Georg von Waldburg-Zeil schließt während des Deutschen Bauernkrieges mit einem Teil der aufständischen Bauern den Vertrag von Weingarten. Der Vertrag bringt nur punktuelle Verbesserungen für die Bauern, verschafft dem Bund aber die benötigte Atempause, um den Aufstand endgültig niederschlagen zu können.

1555: Cosimo I. de' Medici

- 1555: Nach 15-monatiger Belagerung durch florentinisch-kaiserliche Truppen gibt die von Frankreich unterstützte Stadt Siena wegen Nahrungsmittelknappheit auf. Cosimo I. de’ Medici aus Florenz hat damit faktisch der konkurrierenden Stadtrepublik Siena das Ende bereitet. Stadt und Territorium werden letztlich in sein Großherzogtum Toskana eingegliedert.
- 1573: Auf See ereignet sich die Schlacht bei Vlissingen im Achtzigjährigen Krieg. Eine Flotte der spanischen Armada bombardiert die Stadt Vlissingen. Den Niederländern gelingt es, fünf gegnerische Schiffe im Kampf zu versenken, was zum Rückzug der Spanier vom Vlissinger Kriegsschauplatz führt.
- 1839: Mit dem Austritt Guatemalas als vierter von fünf Staaten endet de facto die Zentralamerikanische Konföderation, auch wenn El Salvador gemeinsam mit der von Guatemala abgespaltenen Provinz Los Altos den Namen noch einige Zeit führt.
- 1861: Der bisherige US-Bundesstaat Virginia tritt aus der Union aus, um sich am 7. Mai den Konföderierten Staaten von Amerika anzuschließen. Dies führt bereits am 27. April zur Abspaltung einiger nordwestlicher Counties, die sich unter dem Namen West Virginia zu einem neuen Bundesstaat zusammenschließen.
- 1863: Colonel Benjamin Grierson bricht im Sezessionskrieg mit seiner Unions-Kavallerie zu einem großangelegten Raid auf, der später die Vorlage zum Western „Der letzte Befehl“ (1959) des Filmregisseurs John Ford bildete.

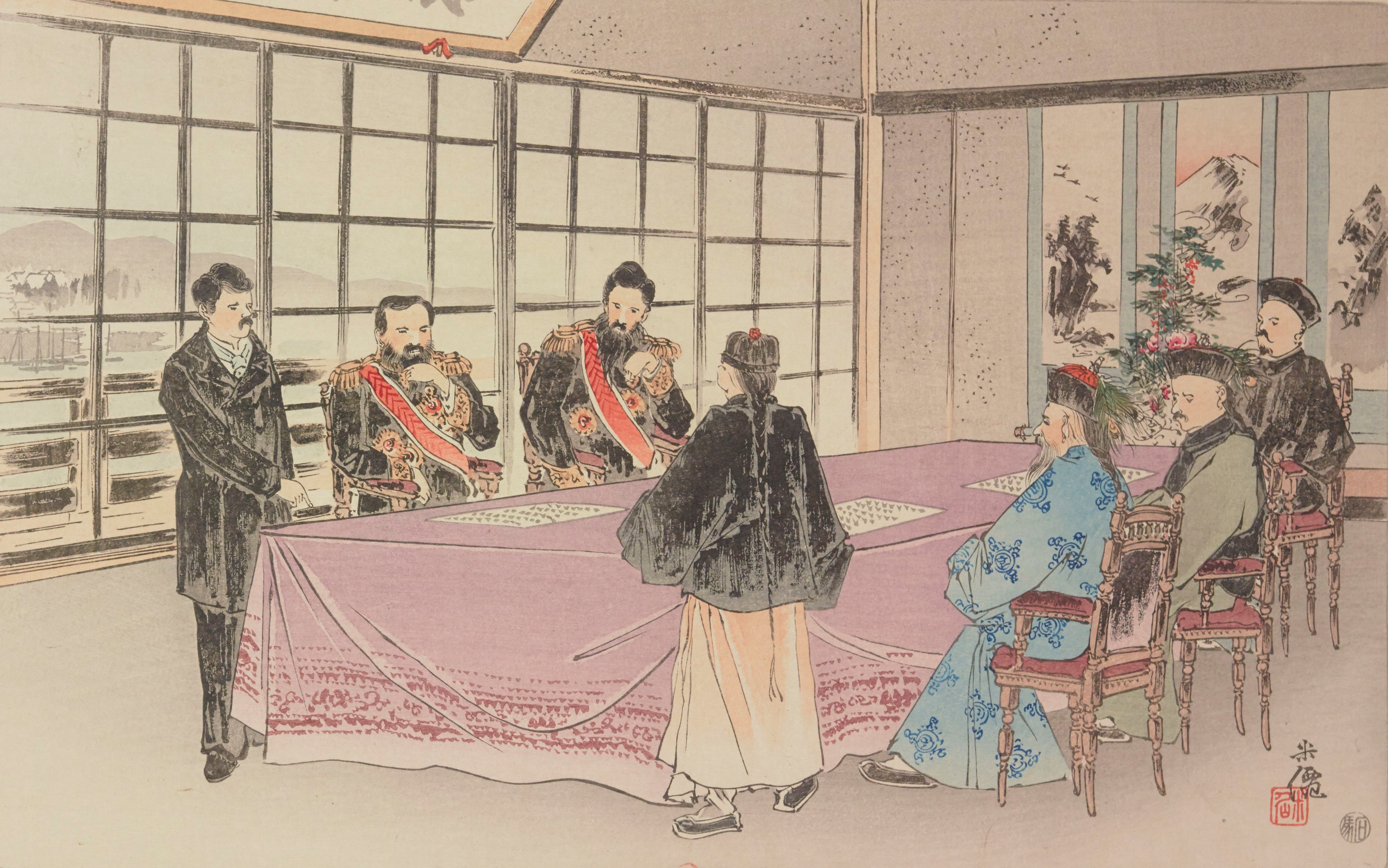
1895: Vertragsschluss in Shimonoseki

- 1895: Der Frieden von Shimonoseki beendet den Ersten Japanisch-Chinesischen Krieg. Der von Itō Hirobumi für Japan und von Li Hongzhang für China im japanischen Hafenort Shimonoseki unterschriebene Vertrag wird wegen seiner einseitigen Belastungen für das unterlegene China zu den so genannten Ungleichen Verträgen gerechnet.
- 1912: Ein zaristisches Regiment verübt in Bodaibo das Lena-Massaker an streikenden Arbeitern des Bergbauunternehmens Lena Goldfields Ltd. Mindestens 150 Tote und 100 Verwundete bleiben zurück.

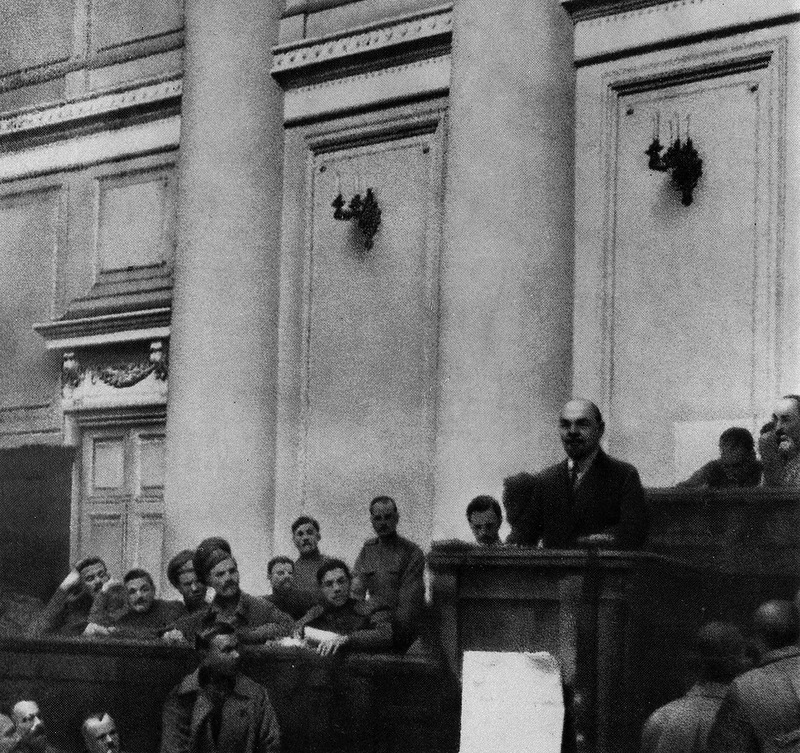
1917: Lenins Rede vor dem Petrograder Sowjet

- 1917: Einen Tag nach seiner Rückkehr nach Russland hält Lenin auf einer Konferenz der Bolschewiki im Taurischen Palais in Petrograd ein Referat über ein politisches Programm für die weitere Entwicklung nach der Februarrevolution. Es ist Basis für seine drei Tage später in der Prawda veröffentlichten Aprilthesen.
- 1941: Elf Tage nach Beginn des Balkanfeldzugs der deutschen Wehrmacht im Zweiten Weltkrieg kapituliert Jugoslawien vor den deutschen und italienischen Truppen. Der Staat wird in der Folge in mehrere kleine Einheiten zerschlagen.
- 1942: Dem französischen General Henri Giraud gelingt die Flucht aus der deutschen Kriegsgefangenschaft in der Festung Königstein in der Sächsischen Schweiz.
- 1945: Leopold Kunschak, Hans Pernter, Lois Weinberger, Leopold Figl, Julius Raab und Felix Hurdes gründen im Wiener Schottenstift die Österreichische Volkspartei (ÖVP).
- 1946: In Syrien wird drei Tage nach dem Abzug der letzten französischen Truppen die Syrische Arabische Republik ausgerufen. Der 17. April ist bis heute syrischer Nationalfeiertag.
- 1956: In ihrer Zeitung teilt die Kominform in Bukarest die Auflösung ihrer von kommunistischen Parteien getragenen Organisation mit.

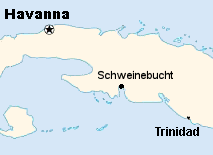
1961: Lage der Schweinebucht auf Kuba

- 1961: Die Militäreinheit Brigade 2506 aus nach der kubanischen Revolution in die USA geflüchteten Exilkubanern landet in Kuba in der Schweinebucht. Die von der CIA unterstützte Invasion in der Schweinebucht, an der unter anderem Jorge Mas Canosa, Luis Posada Carriles und Orlando Bosch Ávila teilnehmen, scheitert nach wenigen Tagen.
- 1963: Ägypten, Irak und Syrien vereinbaren die Bildung einer neuen Vereinigten Arabischen Republik; das Projekt scheitert jedoch schon im Juli des Jahres.
- 1969: Alexander Dubček, der Vater des „Prager Frühlings“, muss seine Funktion als Chef der Kommunistischen Partei der Tschechoslowakei auf sowjetischen Druck Gustáv Husák überlassen und übernimmt den Vorsitz in der Nationalversammlung.
- 1971: Libyen, Syrien und Ägypten beschließen die Gründung einer Föderation Arabischer Republiken. In der panarabistischen Verfassung, die auch den Beitritt anderer arabischer Staaten vorsieht, tritt mit 1. Januar 1972 in Kraft. Sie wird schon 1977 wieder aufgelöst.
- 1975: Die Roten Khmer unter Pol Pot nehmen die kambodschanische Hauptstadt Phnom Penh ein und werden von der Bevölkerung zunächst begeistert empfangen. Der im Exil lebende Norodom Sihanouk wird zum Staatsoberhaupt ernannt. In der Folge beginnen die Roten Khmer im nunmehr „Demokratischen Kampuchea“ mit der systematischen Absiedelung und Vertreibung der Stadtbevölkerung aufs Land.
- 1982: Das gemeinsam von Kanada unter Pierre Trudeau und Großbritannien unter Margaret Thatcher erlassene Verfassungsgesetz von 1982 tritt in Kraft, mit dem das britische Parlament auf jede Gesetzgebung für Kanada verzichtet und damit die letzten Abhängigkeiten Kanadas von Großbritannien beseitigt werden. Gleichzeitig erhält Kanada einen umfangreichen Grundrechtskatalog.
- 1986: Die Niederlande und die Scilly-Inseln schließen offiziell einen Friedensvertrag zur Beendigung ihres seit 1651 bestehenden Kriegszustandes. Kritiker wenden ein, dass bereits mit dem Ende des ersten Englisch-Niederländischen Kriegs im Jahr 1654 der Konflikt beendet gewesen sei.
- 1989: Am Tian’anmen-Platz in Peking kommt es zu einer Großdemonstration für den zwei Tage zuvor verstorbenen chinesischen Reformpolitiker Hu Yaobang.
- 1996: Bei Eldorado do Carajás im Bundesstaat Pará räumt brasilianische Militärpolizei mit Waffengewalt eine Straße, die von Mitgliedern der Bewegung der Landarbeiter ohne Boden (MST) blockiert wird. Bei der Aktion werden 21 MST-Aktivisten getötet. Eine Säule der Schande gedenkt später des Ereignisses.
- 2003: Anneli Jäätteenmäki von der Finnischen Zentrumspartei wird Finnlands Regierungschefin. Nach nur 63 Tagen tritt sie zurück, weil sie im Wahlkampf vertrauliche Informationen des Außenministeriums verwendet hat.

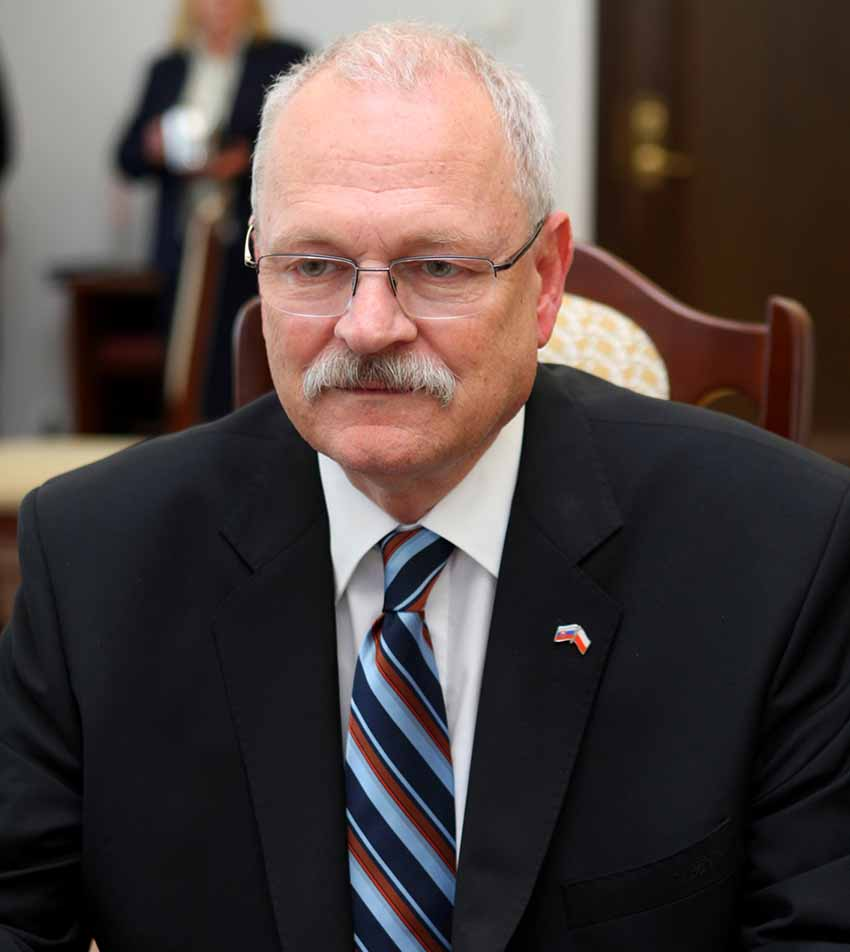
2004: Ivan Gašparovič

- 2004: Ivan Gašparovič, der frühere Vertraute von Vladimír Mečiar, gewinnt gegen diesen die Stichwahl der slowakischen Präsidentschaftswahlen mit 59,91 % der Stimmen. Er tritt das Amt am 15. Juni an.

### Wirtschaft
- 1869: Baron Maurice de Hirsch erhält von Sultan Abdülaziz die Konzession zum Bau der Chemins de fer Orientaux im europäischen Teil des Osmanischen Reiches.
- 1919: Die US-amerikanischen Filmstars Charlie Chaplin, Douglas Fairbanks, Mary Pickford und Regisseur David Wark Griffith gründen die Filmproduktionsgesellschaft United Artists als Vertrieb für unabhängige Filmproduktionen.

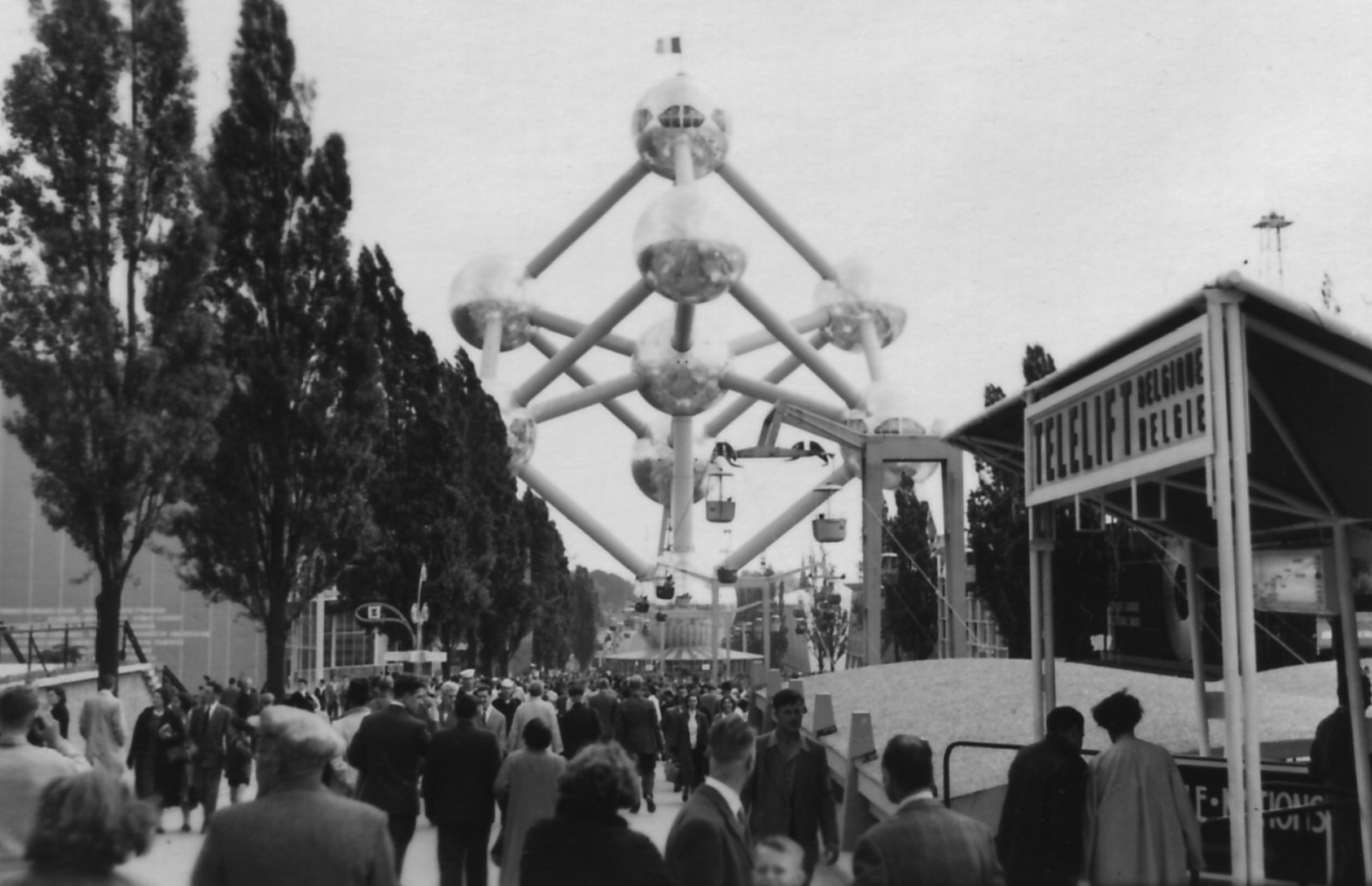
1958: Das Atomium während der Weltausstellung

- 1958: In Brüssel wird die erste Weltausstellung seit 1939 eröffnet. Das aus diesem Anlass gebaute Atomium wird zum Wahrzeichen der Stadt.
- 1964: Im Großherzogtum Luxemburg wird an der Our das Pumpspeicherwerk Vianden offiziell eröffnet. Es ist das größte Kraftwerk seiner Art in Europa.
- 1979: Die erste Kiosk-Ausgabe der linksalternativen überregionalen Tageszeitung taz erscheint in Berlin. Die Zeitung versteht sich als Alternative zum bisher ausschließlich bürgerlich orientierten Zeitungsmarkt.
- 1996: Die  Nachrichten-Website Heise online veröffentlicht ihre erste Nachrichten-Meldung.

### Wissenschaft und Technik

360 v. Chr.: Verlauf der Mondfinsternis

- 0360 v. Chr.: Die historische Mondfinsternis vom 16./17. April wird in mehreren babylonischen Keilschriften dokumentiert. Sie ist für Herrscher-Datierungen in Persien und Ägypten bedeutsam.

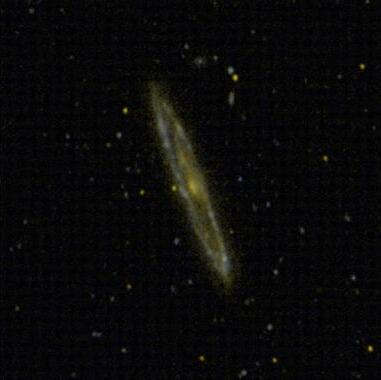
1784: NGC 4216

- 1784: Der deutsch-britische Astronom Wilhelm Herschel entdeckt im Sternbild Jungfrau mehrere Galaxien: NGC 4216, NGC 4267, NGC 4387, NGC 4388, NGC 4775 und NGC 4981.
- 1789: Im Sternbild Großer Bär findet Wilhelm Herschel die Galaxien NGC 3448 und NGC 5585.
- 1912: Eine hybride Sonnenfinsternis ist im östlichen Nord- und Südamerika, nordwestlichen Afrika,  Europa und dem Nahen Osten zu beobachten.
- 1933: Aus Protest gegen das Gesetz zur Wiederherstellung des Berufsbeamtentums legt der Physiker und Nobelpreisträger James Franck seine Professur an der Universität Göttingen nieder.
- 1934: Das zweimotorige, als Doppeldecker konstruierte Verkehrsflugzeug De Havilland DH.89 Dragon Rapide startet zu seinem Erstflug.
- 1964: Jerrie Mock vollendet mit ihrer Cessna 180 den ersten Alleinflug einer Frau um die Erde. Sie landet nach 29 Tagen, 11 Stunden und 59 Minuten wieder an ihrem Abflugort Columbus im US-Bundesstaat Ohio.
- 1964: Auf der Weltausstellung in New York präsentiert der Automobilhersteller Ford das Modell Ford Mustang. Mit dem technisch auf dem Ford Falcon basierenden Wagen entsteht damit die Klasse der „Pony-Cars“.

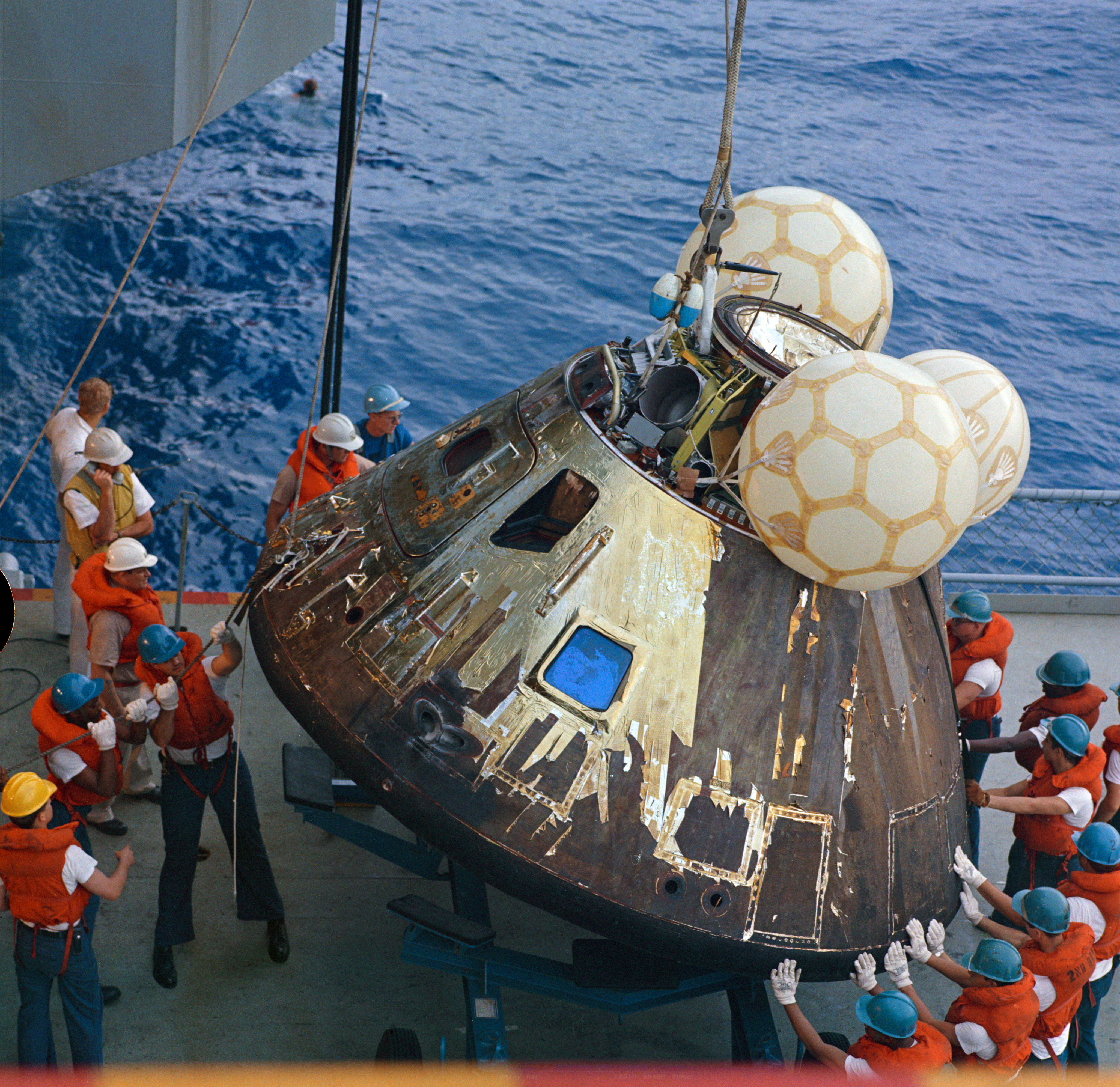
1970: Apollo 13 an Deck der USS Iwo Jima

- 1970: Nach einem viertägigen spektakulären Rettungsmanöver kehren die Astronauten der fehlgeschlagenen Apollo 13-Mission, Jim Lovell, Jack Swigert und Fred Haise, auf die Erde zurück. Nach der Wasserung im Pazifik werden sie wohlbehalten von der Iwo Jima an Bord genommen.

### Kultur
- 1893: Gustav Schreck wird als Nachfolger des im Vorjahr verstorbenen Wilhelm Rust in sein Amt als Thomaskantor des Thomanerchores zu Leipzig eingeführt.

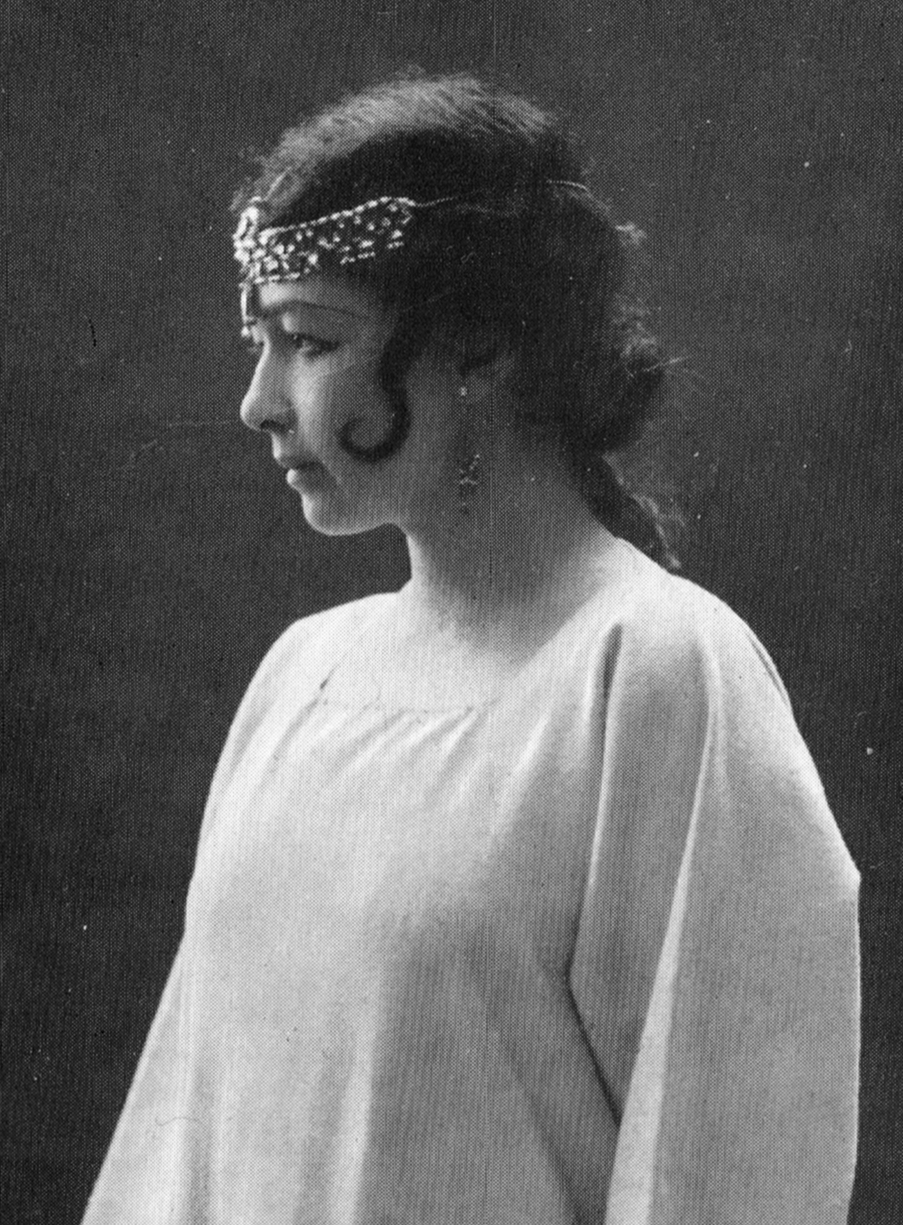
1907: Harriet Bosse als Indras Tochter bei der Erstaufführung

- 1907: Das Schauspiel Ein Traumspiel, eine „dramatisch-lyrische Phantasie“ von August Strindberg, wird am Svenska Teatern in Stockholm uraufgeführt.
- 1924: Durch den Zusammenschluss der Filmproduktionsgesellschaften Metro Pictures Corporation, Goldwyn Picture Corporation und Louis B. Mayer Pictures entsteht das Unternehmen Metro-Goldwyn-Mayer in Hollywood, Los Angeles. Chef des neuen Unternehmens wird Louis B. Mayer.
- 1961: Bei der Oscarverleihung ist Billy Wilders Spielfilm Das Appartement mit Jack Lemmon und Shirley MacLaine mit fünf Academy Awards der große Gewinner. Er erhält unter anderem den Oscar für den besten Film und die beste Regie.

### Gesellschaft
- 1897: Die Dallas Morning News veröffentlicht einen Bericht von H. E. Haydon über einen angeblichen UFO-Zwischenfall vom Vortag im texanischen Aurora. Der Bericht wird inzwischen als Hoax angesehen.

### Religion

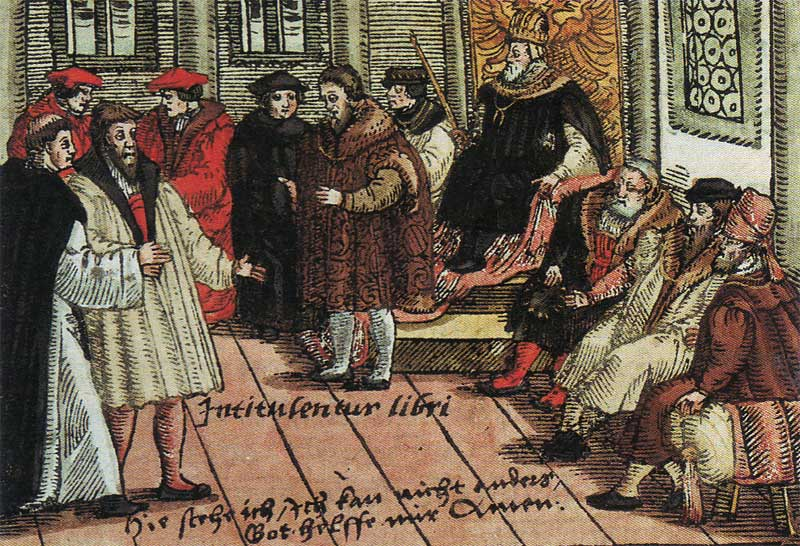
1521: Luther auf dem Reichstag in Worms (kolorierter Holzschnitt, 1556)

- 1521: Der Reichstag zu Worms befragt unter dem Vorsitz Kaiser Karls V. den unter Zusicherung freien Geleits angereisten Martin Luther erstmals zu seinen Thesen.
- 1757: Papst Benedikt XIV. hebt den Bann der römisch-katholischen Kirche gegen Werke auf, die ein heliozentrisches Weltbild enthalten.
- 1907: Der reformierte Theologe Leonhard Ragaz organisiert in Zürich eine Religiös-Soziale Zusammenkunft und wird damit zum Mitbegründer der einflussreichen Bewegung des Religiösen Sozialismus in der Schweiz.
- 1949: Frère Roger Schutz gründet die ökumenische Communauté de Taizé. Schutz, Max Thurian, Pierre Souvairan, Frère Daniel, Frère Robert, Axel Lochen und Albert Lacour sind die ersten Brüder, die ihr Ordensgelübde ablegen.

### Katastrophen
- 1947: Der britische Passagierdampfer Sir Harvey Adamson verschwindet spurlos auf einer Fahrt von Rangun nach Mergui. An Bord waren 269 Passagiere und Besatzungsmitglieder.

Kleinere Unglücksfälle sind in den Unterartikeln von Katastrophe und in der Liste von Katastrophen aufgeführt.

### Sport
- 1860: Bei Farnborough, Hampshire, kommt es zu einem Aufsehen erregenden illegalen Boxkampf zwischen dem 33-jährigen inoffiziellen englischen Schwergewichtsmeister Tom Sayers und dem acht Jahre jüngeren, dazu ca. 13 cm größeren und 20 Kilogramm schwereren US-Amerikaner John C. Heenan. Nach mehr als 40 Runden und über 2 Stunden wird der Kampf unterbrochen, als Heenan versucht, Sayers zu erwürgen und die Zuschauer daraufhin den Boxring stürmen. Der Kampf wird wenig später wieder aufgenommen und dauert weitere fünf Runden an, ohne dass einer der Kontrahenten noch in der Lage ist, weiterhin einen Boxkampf auszuführen; der Kampf wird als unentschieden gewertet, beide erhalten einen Gürtel.
- 1869: Mit dem Eimsbütteler Velocipeden-Club entsteht der erste deutsche Radsportclub in Altona/Elbe.
- 1875: Britische Kolonialoffiziere erfinden vermutlich an diesem Tag im Ooty Club von Udagamandalam, Indien, die Billardsportart Snooker.
- 1899: Der Sportverein VfL Osnabrück wird gegründet.
- 1937: Im Hampden Park in Glasgow sehen sich 149.547 Besucher das Länderspiel Schottland gegen England an. Es ist die höchste Besucherzahl bei einem Fußballspiel vor dem Zweiten Weltkrieg.

Einträge von Leichtathletik-Weltrekorden befinden sich unter der jeweiligen Disziplin unter Leichtathletik.

## Geboren

### Vor dem 18. Jahrhundert
- 0593: Jomei, japanischer Tennō
- 1277: Michael IX., Mitkaiser von Byzanz
- 1313: Konstantin V., König von Armenien
- 1455: Andrea Gritti, 77. Doge von Venedig
- 1478: Giorgione, italienischer Maler
- 1497: Pedro de Valdivia, spanischer Konquistador und Gründer von Santiago de Chile
- 1539: Hartwig Schmidenstet, deutscher Rhetoriker
- 1570: Erasmus Schmidt, deutscher Philologe und Mathematiker

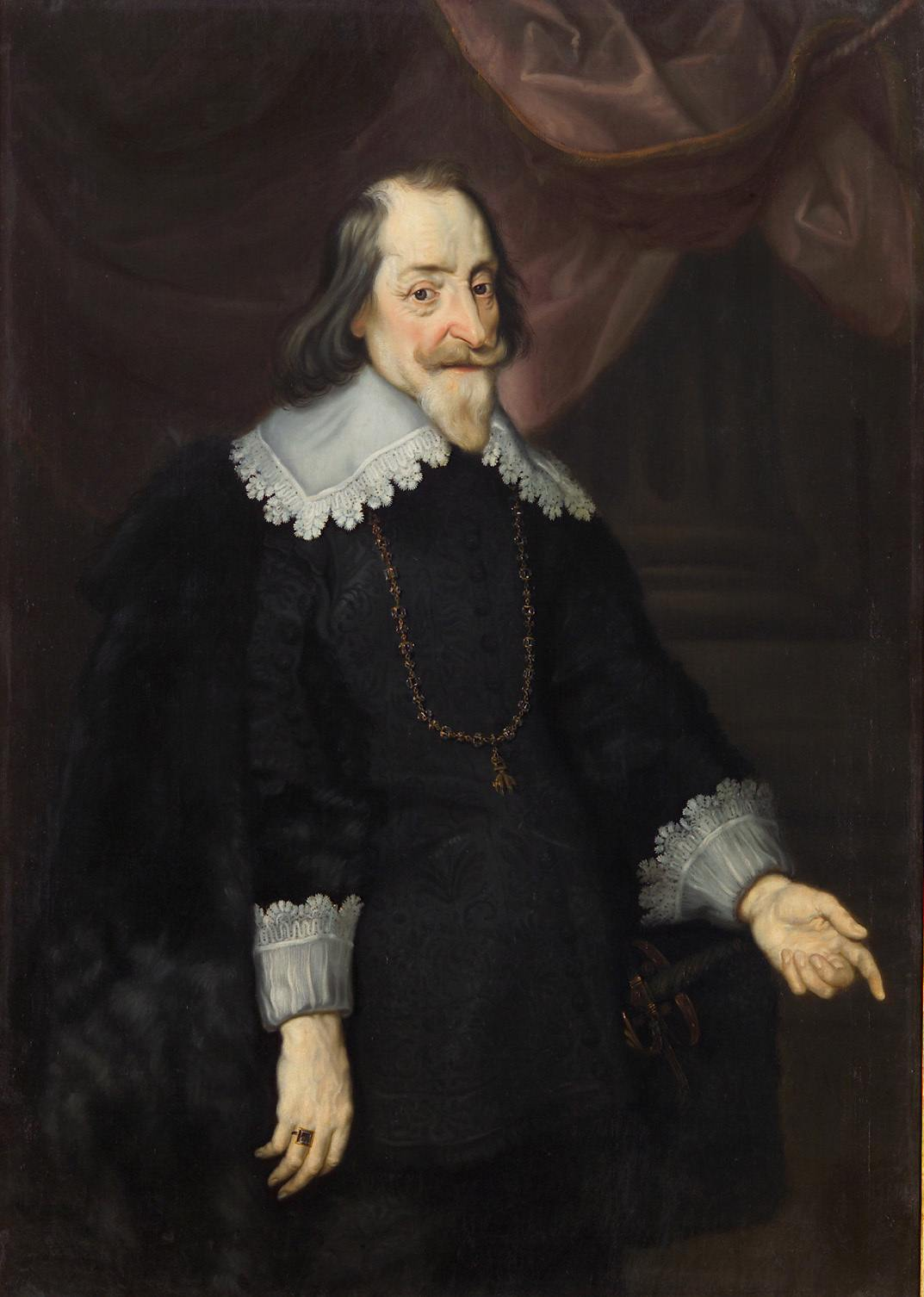
Max I. (* 1573)

- 1573: Maximilian I., Kurfürst von Bayern
- 1586: John Ford, englischer Dramatiker (Taufdatum)
- 1587: Ivan Lukačić, kroatischer Komponist
- 1589: Martin Zeiller, deutscher Kompilations- und Reiseschriftsteller
- 1592: Sigismund Heusner von Wandersleben, deutscher Offizier und Politiker
- 1595: Willem Cornelisz Backer, Bürgermeister und Regent von Amsterdam
- 1598: Giovanni Riccioli, italienischer Theologe, Astronom und Philosoph
- 1604: Frans Luycx, flämischer Porträtmaler
- 1620: Margareta Bourgeoys, Heilige der römisch-katholischen Kirche
- 1640: Ludmilla Elisabeth von Schwarzburg-Rudolstadt, deutsche Kirchenlieddichterin
- 1649: Meinrad Guggenbichler, in Österreich tätiger Schweizer Bildhauer des Barock
- 1672ː Agnese Maria von Hohnhorst, Äbtissin im Kloster Wienhausen
- 1697: Johann Ernst Hähnel, deutscher Orgelbauer

### 18. Jahrhundert
- 1702: Michael Ambrosovszky, ungarischer Kirchenhistoriker
- 1704: Andrija Kačić Miošić, kroatischer Franziskaner und Dichter
- 1710: Johann Martin Chladni, deutscher Theologe und Historiker
- 1710: Henry David Erskine, 10. Earl of Buchan, schottischer Adeliger
- 1716: Antoine Maurice der Jüngere, Schweizer Geistlicher und Hochschullehrer
- 1726: François-Thomas Germain, französischer Silberschmied
- 1732: Ulrike Eleonore von Hessen-Philippsthal, paragierte Landgräfin von Hessen-Philippsthal
- 1734: Taksin, König von Siam
- 1735: Johann Seivert, siebenbürgisch-sächsischer Dichter, Historiker und Lexikograf
- 1739: Robert-André Andréa de Nerciat, französischer Schriftsteller, Soldat, Architekt und Bibliothekar
- 1739: Caroline Schuch, deutsche Schauspielerin
- 1741: Samuel Chase, US-amerikanischer Jurist, Mitglied des Kontinentalkongresses, Richter am Obersten Gerichtshof, einer der Gründerväter der USA
- 1741: Carl Conti, österreichischer Kupferstecher
- 1741: Johann Gottlieb Naumann, deutscher Komponist
- 1742: Salomé de Gélieu, Schweizer Lehrerin und Erzieherin
- 1746: Pierre-Frédéric de Meuron (1746–1813), Schweizer Offizier in fremden Diensten, Militärgouverneur von Ceylon und Generalleutnant
- 1748: Charles Blagden, britischer Arzt und Naturforscher
- 1748: Leopold Leonhard von Thun und Hohenstein, (Fürst-)Bischof von Passau
- 1754: Nikolai Mordwinow, russischer Admiral und Politiker, Minister
- 1755: Louis Marie de Narbonne-Lara, französischer Offizier, Politiker und Diplomat, Minister, Botschafter
- 1764: Richard Stockton, US-amerikanischer Jurist und Politiker, Senator, Mitglied des Repräsentantenhauses
- 1770: Mahlon Dickerson, US-amerikanischer Jurist und Politiker, Gouverneur von New Jersey, Senator, Minister, Bundesrichter
- 1774: Friedrich Koenig, deutscher Buchdrucker und Erfinder

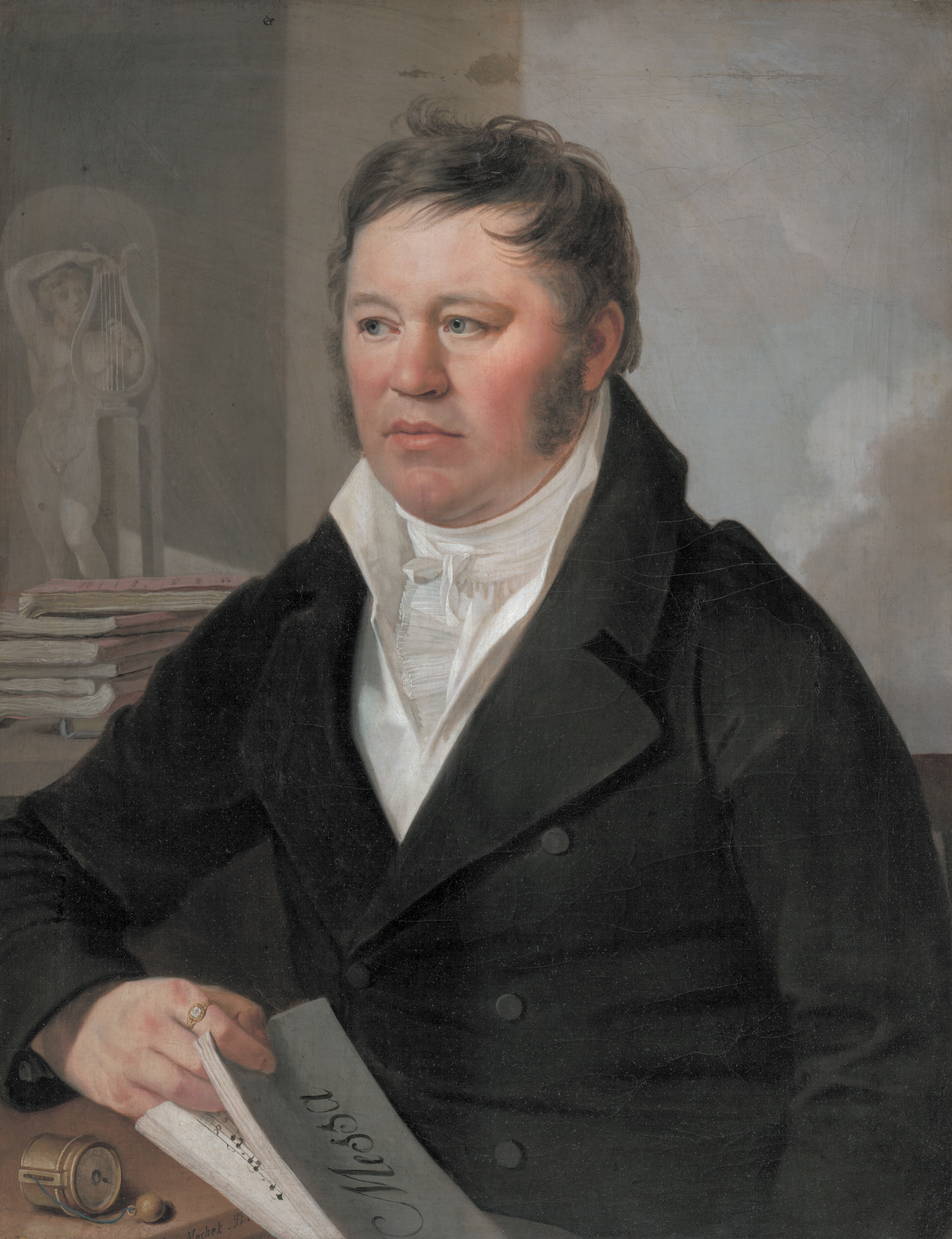
Wenzel Johann Tomaschek (* 1774)

- 1774: Wenzel Johann Tomaschek, tschechischer Musiklehrer und Komponist
- 1779: Friedrich von Boyneburgk, deutscher Komponist
- 1781: Christoph Rommel, deutscher Historiker und Philologe
- 1782: Wilhelm Friedrich Belgicus von Bentheim und Steinfurt, österreichischer Feldmarschallleutnant
- 1782: Friedrich Hellwig, deutscher Sänger, Schauspieler und Regisseur
- 1786: Charles Angélique François Huchet de La Bédoyère, französischer General
- 1786: August Wilhelm von Neumann-Cosel, preußischer General, Chef des Militärkabinetts
- 1788: Wassilij Athanasieff, russischer Hofkaplan, Beichtvater der württembergischen Königin
- 1794: Friedrich Berr, deutscher Klarinettist, Fagottist und Komponist
- 1794: Carl Friedrich Philipp von Martius, deutscher Naturforscher, Botaniker und Ethnograph
- 1795: George Edmund Badger, US-amerikanischer Politiker, Marineminister, Senator
- 1797: Pierre Leroux, französischer Philosoph
- 1799: Eliza Acton, britische Köchin, Kochbuchautorin und Dichterin

### 19. Jahrhundert

#### 1801–1850
- 1802: Vincenc Morstadt, tschechischer Maler und Zeichner
- 1804: Rudolf Wiegmann, deutscher Architekt, Maler und Kunstschriftsteller
- 1809: Julie Rettich, deutsche Schauspielerin
- 1810: Johann Ulrich Wirth, deutscher Theologe und Philosoph
- 1814: August Grisebach, deutscher Botaniker und Universitätsprofessor
- 1814: Josif Pančić, serbischer Botaniker
- 1815: Hartvig Nissen, norwegischer Schulreformer
- 1817: Rudolf Eitelberger, österreichischer Kunsthistoriker
- 1818: Rudolf von Apfaltern, österreichischer Offizier
- 1820: Johan Gottfried Conradi, norwegischer Komponist

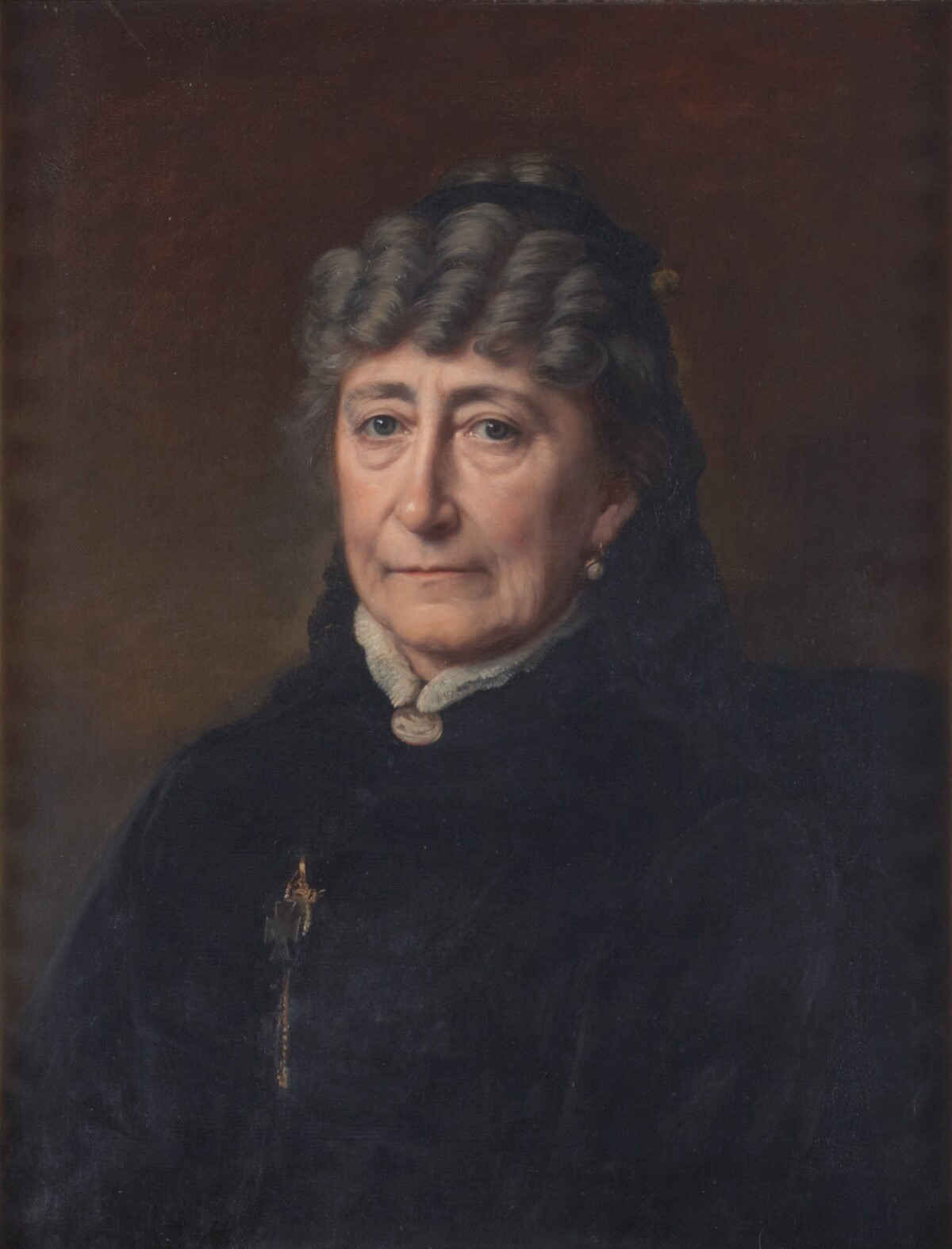
Lotte Hegewisch (* 1822)

- 1822: Lotte Hegewisch, deutsche Schriftstellerin und Mäzenin
- 1823: Enrique de Borbón, Infant von Spanien, Herzog von Sevilla
- 1825: Johann Fürst, österreichischer Schauspieler und Theaterdirektor
- 1828: Julius Bremer, Mitbegründer der Magdeburger Arbeiterbewegung
- 1829: Johann Wilhelm Appell, deutscher Schriftsteller und Bibliothekar
- 1832: Oskar von Collas, preußischer General
- 1833: Jean-Baptiste Accolay, belgischer Komponist, Violinist, Violin-Lehrer und Dirigent

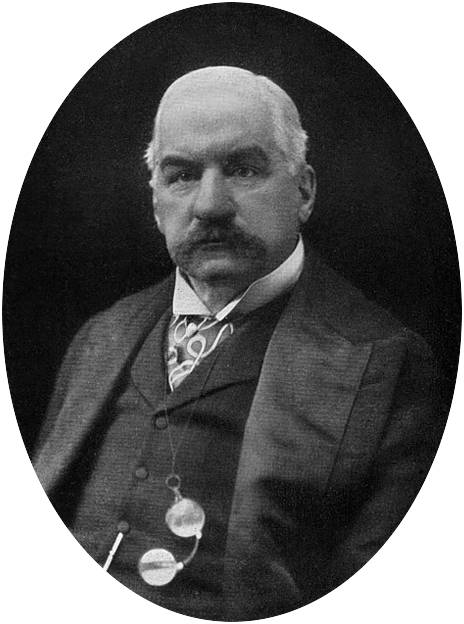
John Pierpont Morgan (* 1837)

- 1837: John Pierpont Morgan, US-amerikanischer Unternehmer und Bankier
- 1838: Antoinette von Sachsen-Altenburg, Herzogin von Anhalt
- 1841: Wilhelmine Amalie Wöhler, deutsche Malerin
- 1842: Maurice Rouvier, französischer Politiker, Mitglied der Nationalversammlung, Minister, Premierminister
- 1843: Camillo Sitte, österreichischer Architekt und Städteplaner
- 1845: Max Arnhold, Dresdner Bankier
- 1850: Théodore Fontana, Schweizer Jurist und Politiker

#### 1851–1900
- 1851: Friedrich von Duhn, deutscher Archäologe

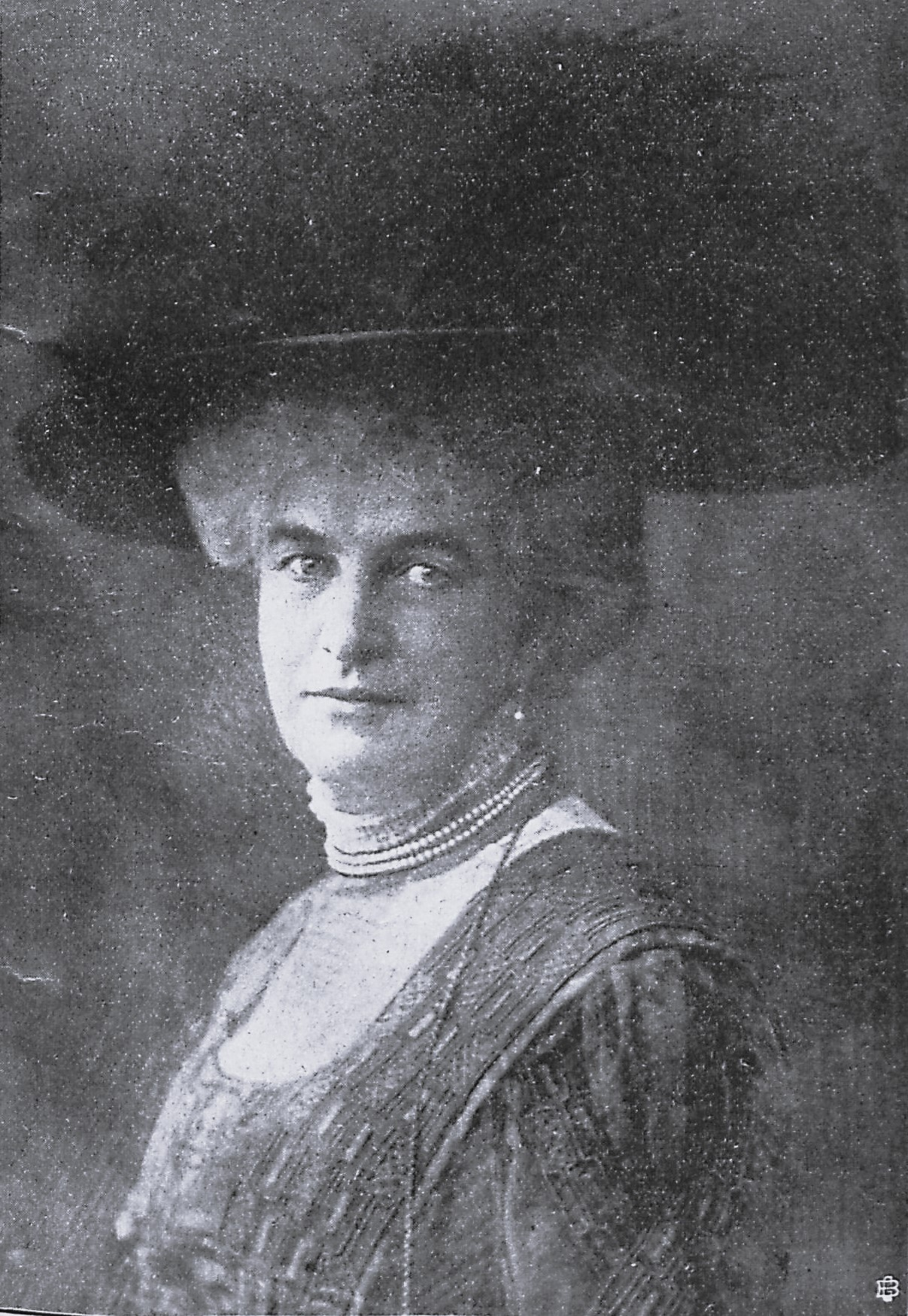
Ida Boy-Ed (* 1852)

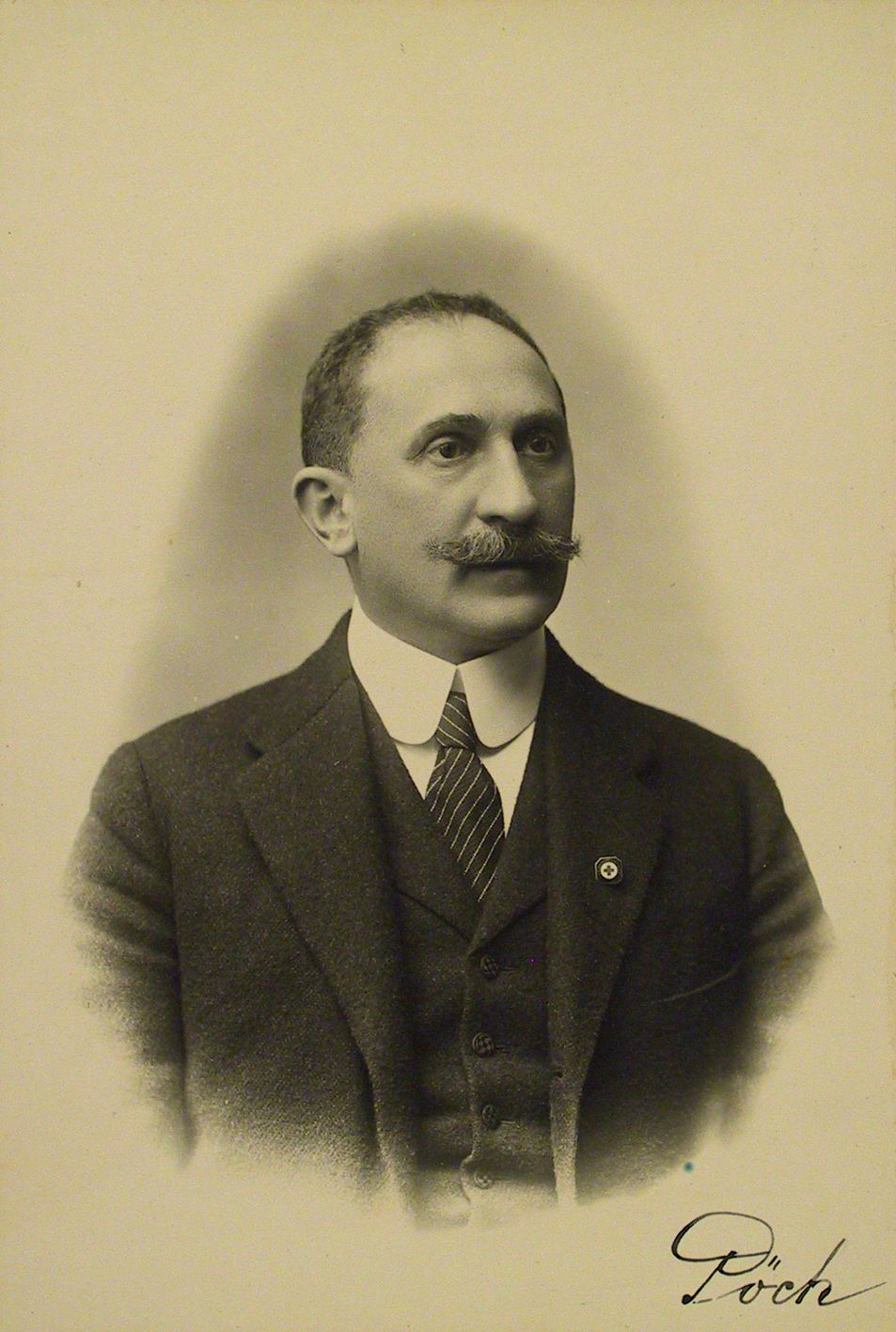
Rudolf Pöch (* 1870)

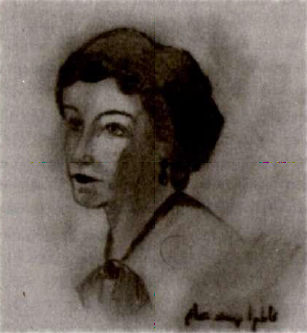
Fatma Pesend (* 1876)

- 1852: Ida Boy-Ed, deutsche Schriftstellerin und Salonnière
- 1853: Arthur Schoenflies, deutscher Mathematiker
- 1856: Federico Cattani Amadori, italienischer Geistlicher, Kardinal
- 1856: Edward Jakobowski, englischer Komponist
- 1860: Friedrich Uhlhorn, deutscher evangelischer Theologe und Kirchenhistoriker
- 1863: Augustus Edward Hough Love, englischer Mathematiker
- 1863: Ernst Kapff, deutscher Schriftsteller, Reformpädagoge und Archäologe
- 1864: Karl Henckell, deutscher Lyriker und Schriftsteller
- 1868: Felix Beran, österreichisch-schweizerischer Techniker, Dichter, Schriftsteller und Übersetzer
- 1870: Max Berg, deutscher Architekt
- 1870: Rudolf Pöch, österreichischer Ethnograph, Anthropologe und Forscher
- 1872: Maximilian Beyer, deutscher katholischer Theologe
- 1873: Alphonse Lavallée-Smith, kanadischer Komponist, Organist und Musikpädagoge
- 1874: Rudolf Berger, deutscher Sänger
- 1876: Aleksander Majkowski, kaschubischer und polnischer Autor
- 1876: Fatma Pesend, osmanische Gemahlin des Sultans Abdülhamid II. und Krankenhausleiterin
- 1876: Henriëtte Pimentel, niederländische Widerstandskämpferin, NS-Opfer
- 1877: Jean Goulet, kanadischer Geiger, Klarinettist, Dirigent und Musikpädagoge
- 1880: Arthur Trebitsch, österreichischer Schriftsteller und Philosoph
- 1880: Leonard Woolley, britischer Archäologe
- 1881: Anton Wildgans, österreichischer Dramatiker und Lyriker
- 1882: Wjatscheslaw Lypynskyj, ukrainischer Publizist und Diplomat
- 1882: William Murray, australischer Leichtathlet
- 1882: Artur Schnabel, österreichischer Pianist und Komponist
- 1883: Charles Brabin, US-amerikanischer Filmregisseur
- 1883: Walter Wilhelm Goetze, deutscher Operetten-Komponist
- 1883: Curt Unckel, deutscher Ethnologe

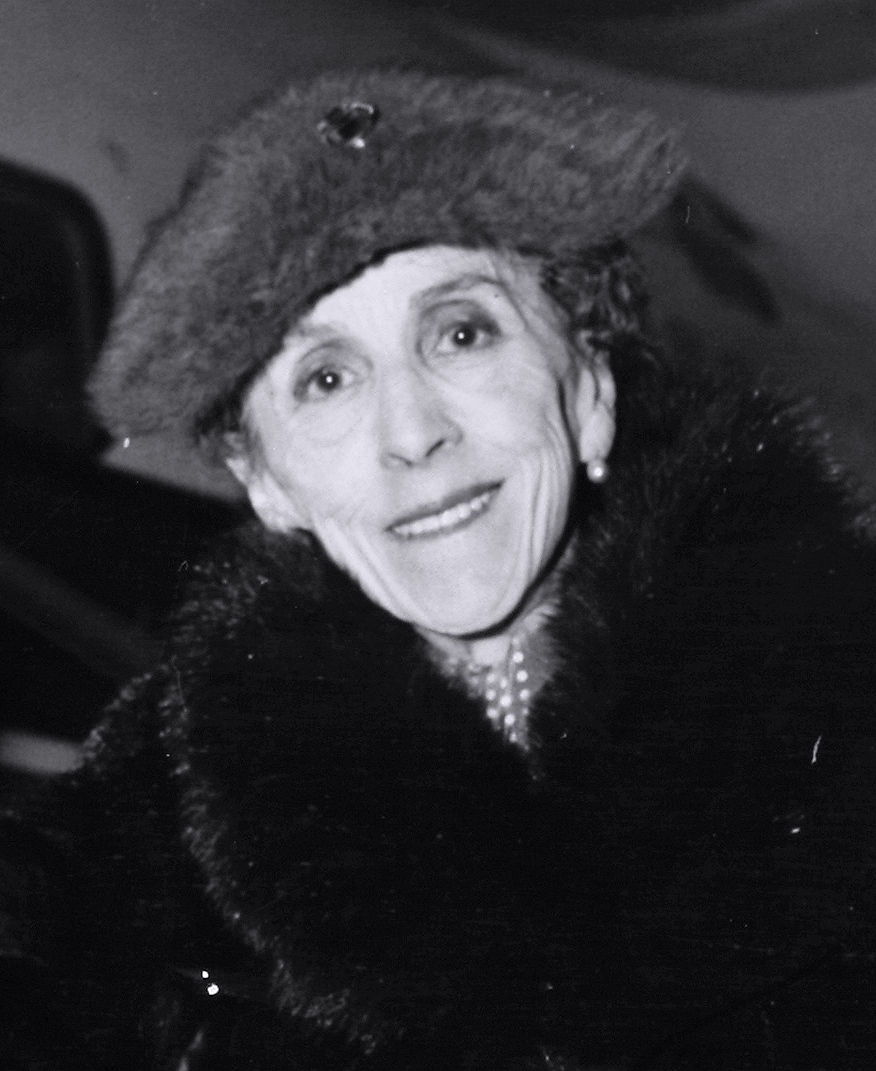
Karen Blixen (* 1885)

- 1885: Karen Blixen, dänische Schriftstellerin (Den afrikanske Farm/Out of Africa)
- 1885: Toine van Renterghem, niederländischer Fußballspieler
- 1888: Jan Vos, niederländischer Fußballspieler
- 1888: Józef Retinger, polnischer Literaturwissenschaftler und Politikberater, Organisator der Bilderberg-Konferenz
- 1889: Joseph Georg Oberkofler, österreichischer Jurist, Erzähler und Lyriker
- 1890: Art Acord, US-amerikanischer Stummfilm-Schauspieler und Rodeo-Champion
- 1890: Carl Krayl, deutscher Architekt
- 1890: Johnny St. Cyr, US-amerikanischer Banjo-Spieler und Gitarrist
- 1891: George Adamski, US-amerikanischer Science-Fiction-Schriftsteller und Ufologe
- 1891: Heinz Puvogel, deutscher Unternehmer
- 1891: José Enrique Varela, spanischer General
- 1893: Hans Bohnenkamp, deutscher Pädagoge, Hochschullehrer und Hochschuldirektor
- 1893: Marguerite Broquedis, französische Tennisspielerin
- 1895: Wilhelm Ahlmann, deutscher Bankier
- 1896: Benny Leonard, US-amerikanischer Boxer, Weltmeister
- 1897: Thomas Ryum Amlie, US-amerikanischer Politiker, Mitglied des Repräsentantenhauses
- 1897: Antoon Coolen, niederländischer Schriftsteller und Journalist
- 1897: Julius von Jan, deutscher Pfarrer, Widerstandskämpfer gegen den Nationalsozialismus
- 1897: Karl Rauch, deutscher Verleger, Schriftsteller und Übersetzer
- 1897: Harald Sæverud, norwegischer Komponist

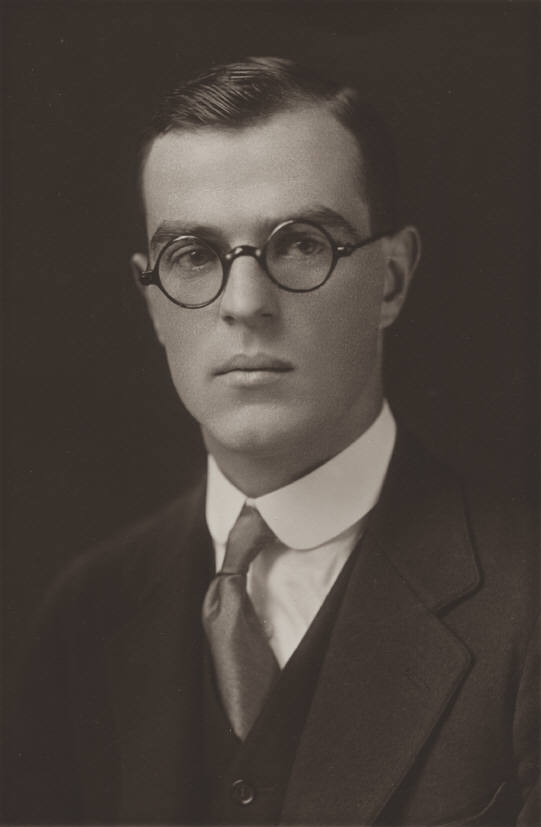
Thornton Wilder (* 1897)

- 1897: Thornton Wilder, US-amerikanischer Schriftsteller
- 1898: Hans Blöcker, deutscher Politiker, Reichsinnungsmeister, MdL, MdB
- 1898: Armand Hiebner, Schweizer Musikkritiker und Chorleiter
- 1899: Bernhard Sprengel, deutscher Schokoladenfabrikant und Kunstmäzen
- 1899: Aleksander Klumberg, estnischer Leichtathlet
- 1900: Gebhard Müller, deutscher Jurist und Politiker, MdL, Ministerpräsident, MdB, Präsident des Bundesverfassungsgerichts

### 20. Jahrhundert

#### 1901–1925
- 1901: Eduard Clasen, deutscher Politiker
- 1901: Raúl Prebisch, argentinischer Entwicklungsökonom
- 1903: Elmer Miller, US-amerikanischer Baseballspieler
- 1903: Nicolas Nabokov, russisch-amerikanischer Komponist

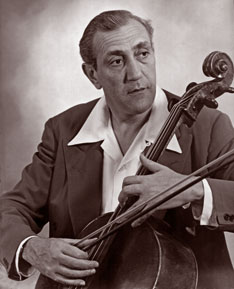
Gregor Piatigorsky (* 1903)

- 1903: Gregor Piatigorsky, US-amerikanischer Cellist ukrainischer Herkunft
- 1904: Joseph Ahrens, deutscher Komponist und Organist
- 1905: Hanns Erich Köhler, deutscher Karikaturist und Grafiker
- 1906: Rudolf Schündler, deutscher Schauspieler und Regisseur (Mitbegründer des Münchner Kabaretts Die Schaubude)
- 1907: Paul Eliasberg, deutsch-französischer Grafiker
- 1907: Jeronimas Kačinskas, litauisch-amerikanischer Komponist und Dirigent
- 1907: Hubertus Lehner, deutscher Maler
- 1908: Karlheinz Spielmann, altruistischer Jurist
- 1908: Ernst Stadler, Schweizer Unternehmer und Gründer der Stadler Fahrzeuge AG
- 1909: Ernst Baumann, Schweizer Künstler
- 1909: Wils Ebert, deutscher Architekt und Stadtplaner
- 1909: Artur Grenz, deutscher Komponist
- 1910: Robert Barth, deutscher Widerstandskämpfer gegen den Nationalsozialismus
- 1910: Vladas Mikėnas, litauischer Schachspieler
- 1911: Helmut Apffel, deutscher Philologe, Lokalhistoriker und Pädagoge
- 1912: Marta Eggerth, ungarische Operettensängerin und Filmschauspielerin
- 1913: Michał Klepfisz, polnischer Widerstandskämpfer
- 1914: Evelyn Furtsch, US-amerikanische Leichtathletin, Olympiasiegerin

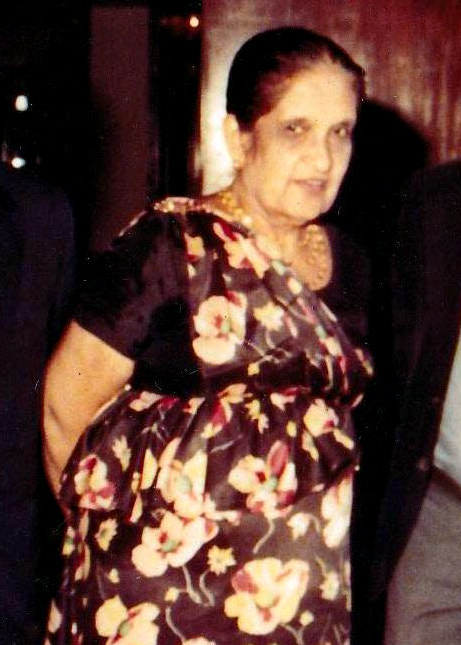
Sirimavo Bandaranaike (* 1916)

- 1915: Wilhelm Renner, deutscher Brigadegeneral
- 1916: Sirimavo Bandaranaike, sri-lankische Premierministerin
- 1918: William Holden, US-amerikanischer Filmschauspieler
- 1919: Françoise Perret, Schweizer Journalistin und Politikerin
- 1919: Chavela Vargas, mexikanische Sängerin
- 1919: J. Rodolfo Wilcock, italienischer Schriftsteller argentinischer Herkunft
- 1920: Bengt Anderberg, schwedischer Übersetzer und Schriftsteller
- 1921: Sergio Sollima, italienischer Filmregisseur
- 1921: Ernst Wagner, deutscher Agrarwissenschaftler und Landeskundler
- 1923: Addi Adametz, deutsche Schauspielerin
- 1923: Lindsay Anderson, britischer Regisseur
- 1923: Else Hessenauer, deutsche Skilangläuferin
- 1923: Harry Reasoner, US-amerikanischer Journalist
- 1923: Jacques Sternberg, belgischer Schriftsteller
- 1924: Arturo Correa, puerto-ricanischer Schauspieler, Filmregisseur und -produzent
- 1924: Kazimierz Dejmek, polnischer Theaterregisseur
- 1925: Kurt Hartung, deutscher Marathonläufer
- 1925: Alf Lechner, deutscher Bildhauer
- 1925: Gitta Lind, deutsche Schlagersängerin
- 1925: Annelie Thorndike, deutsche Dokumentarfilmerin, bedeutende Dokumentaristin der DDR
- 1925: Henry Volken, Schweizer Theologe und Soziologe

#### 1926–1950
- 1927: Luis Pascual Dri, argentinischer Ordenspriester, Kardinal

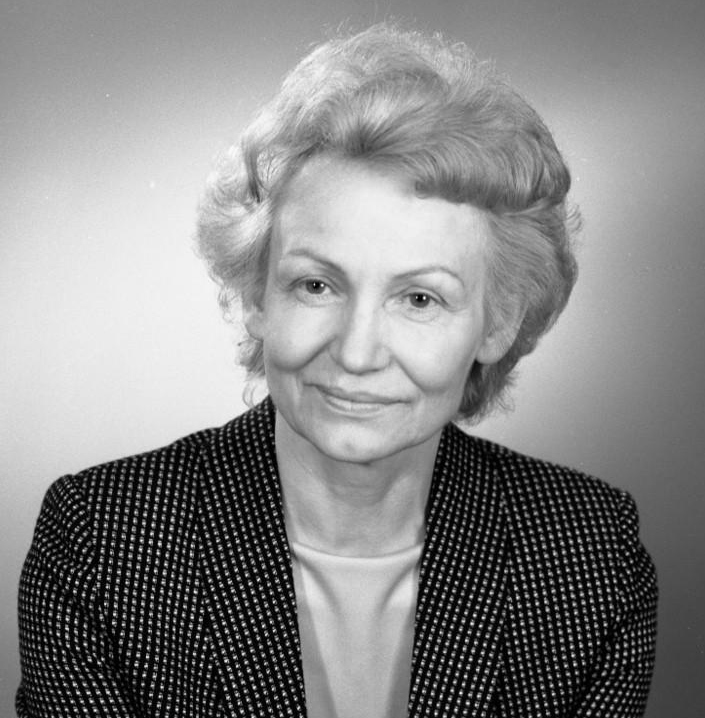
Margot Honecker (* 1927)

- 1927: Margot Honecker, Ministerin für Volksbildung in der DDR und dritte Ehefrau von Erich Honecker
- 1929: James Last, deutscher Bandleader und Komponist, Arrangeur und Musikproduzent
- 1929: Helen Meier, Schweizer Schriftstellerin
- 1929: Karl-Erik Palmér, schwedischer Fußballspieler
- 1929: Ingrid Nargang, österreichische Juristin und Zeithistorikerin
- 1929: Józef Pińkowski, polnischer Ministerpräsident
- 1929: Lissy Tempelhof, deutsche Schauspielerin
- 1930: Günther Andergassen, Tiroler Komponist und ehemaliger Untergrundkämpfer
- 1930: Reza Badiyi, iranischer Filmregisseur und Filmproduzent
- 1930: Chris Barber, britischer Posaunist und Bandleader
- 1930: Hugo Dudli, Schweizer Komponist und Dirigent
- 1931: Rudolf Austen, deutscher Maler und Grafiker
- 1931: Bill Ramsey, deutsch-US-amerikanischer Jazz- und Schlagersänger, Journalist und Schauspieler
- 1931: Hilmar Thate, deutscher Schauspieler
- 1932: Rolf Schneider, deutscher Schriftsteller
- 1932: Jiří Strejc, tschechischer Komponist, Organist, Chorleiter und Musikpädagoge
- 1933: Loris Chobanian, armenisch-amerikanischer Komponist, Dirigent, Gitarrist und Musikpädagoge
- 1933: Siegfried Körner, deutscher Hochschullehrer und Namenforscher
- 1933: Joachim Kroll, deutscher Serienmörder
- 1933: John Sands, kanadischer Eisschnellläufer
- 1933: Nell Ersson, schwedische Leichtathletin
- 1934: Hermenegildo Candeias, portugiesischer Turner
- 1934: Wedig Kausch-Blecken von Schmeling, deutscher Forstwissenschaftler
- 1935: Theo Angelopoulos, griechischer Filmregisseur
- 1935: Lamar Lundy, US-amerikanischer American-Football-Spieler
- 1935: Grigori Konstantinowitsch Sanakojew, russischer Schachspieler
- 1936: Wibke von Bonin, deutsche Kulturhistorikerin
- 1936: Siegfried Schmidt-Joos, deutscher Autor, Musik- und Kulturredakteur
- 1936: Urs Wild, Schweizer Chemiker
- 1937: Zhang Miman, chinesische Paläontologin

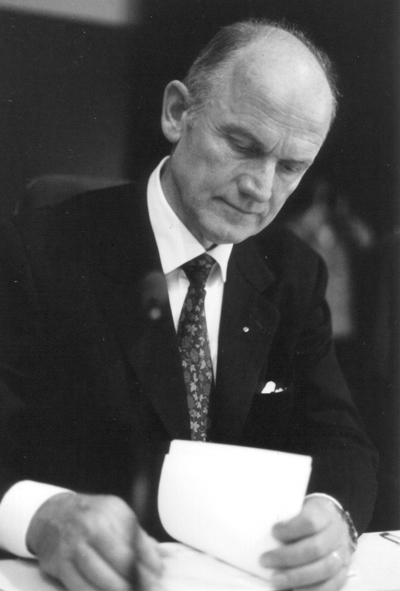
Ferdinand Karl Piëch (* 1937)

- 1937: Ferdinand Piëch, österreichischer Manager, Aufsichtsratsvorsitzender des VW-Konzerns
- 1938: Rolf Kalmuczak, deutscher Schriftsteller
- 1938: Teddy Parker, deutscher Sänger und Rundfunkmoderator
- 1938: Willem Vanderpol, kanadischer Wasserballspieler
- 1940: Ira von Fürstenberg, europäische Schauspielerin und Schmuckdesignerin
- 1940: Billy Fury, britischer Rock-’n’-Roll-Sänger
- 1940: Siegfried Jerusalem, deutscher Sänger
- 1940: Walter Klaiber, Bischof der Evangelisch-methodistischen Kirche von Deutschland
- 1940: Anja Silja, deutsche Sopranistin
- 1940: Agostino Vallini, Kardinalpräfekt der Apostolischen Signatur
- 1941: Fritz von Friedl, österreichischer Schauspieler und Sprecher
- 1941: Adolphus Hailstork, US-amerikanischer Komponist und Musikpädagoge
- 1942: Kenos Aroi, nauruischer Politiker und Präsident der Republik Nauru
- 1942: Monica Bachmann, Schweizer Springreiterin
- 1942: David Bradley, britischer Schauspieler
- 1942: Katia Krafft, französische Vulkanologin
- 1942: Aziz Mian, pakistanischer Qawwali-Sänger
- 1942: Michael Ranta, US-amerikanischer Komponist
- 1942: Helga Sasse, deutsche Schauspielerin
- 1942: Lisa Seuster, deutsche Politikerin, MdB
- 1942: Buster Williams, US-amerikanischer Jazzbassist
- 1943: James Curnow, US-amerikanischer Komponist und Professor
- 1943: Jürgen Dueball, deutscher Schach- und Bridgespieler
- 1943: Roy Estrada, US-amerikanischer Rocksänger und -bassist

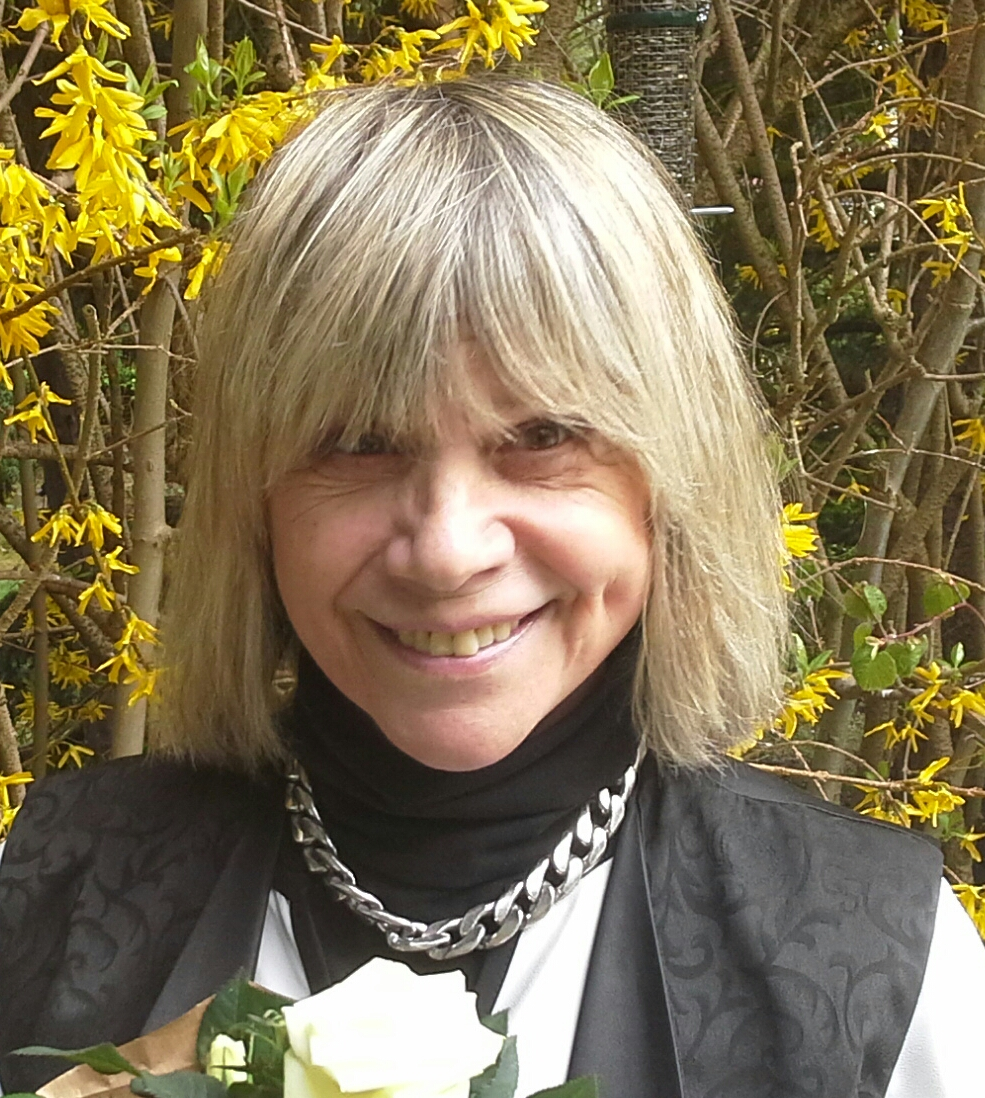
Monika Hauff (* 1944)

- 1944: Monika Hauff, deutsche Sängerin
- 1946: Georges J. F. Köhler, deutscher Biologe
- 1946: Ingeborg Westphal, deutsche Schauspielerin
- 1947: Albert Deß, deutscher Politiker, MdB
- 1947: Achim Großmann, deutscher Politiker
- 1947: Werner Hackmann, deutscher Politiker und Sportfunktionär
- 1947: Sherrie Levine, US-amerikanische Fotografin und Konzeptkünstlerin
- 1948ː Marie Benešová, tschechische Politikerin (parteilos)
- 1948: Jan Hammer, tschechisch-US-amerikanischer Jazz-Pianist und -Keyboarder
- 1948: Karl-Heinz Struth, deutscher Fußballspieler
- 1948: Pekka Vasala, finnischer Leichtathlet, Olympiasieger
- 1948: Wilfriedt Wedmann, kanadischer Leichtathlet

#### 1951–1975
- 1951: Jack Bruno, britischer Schlagzeuger

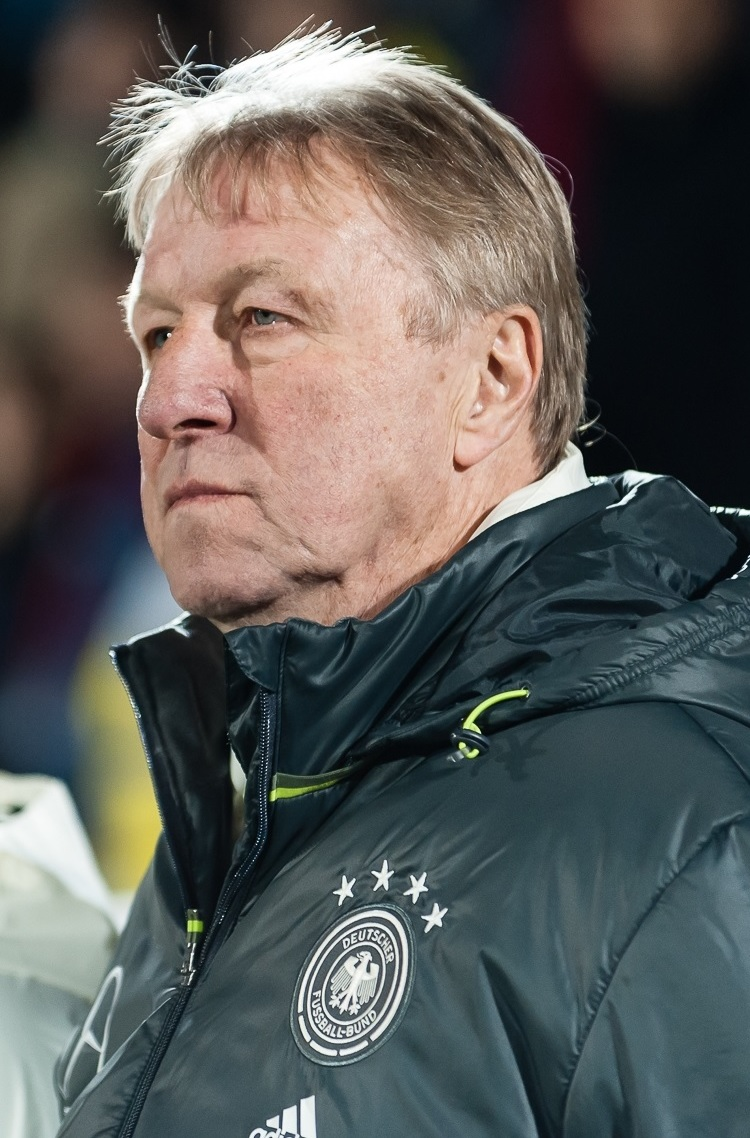
Horst Hrubesch (* 1951)

- 1951: Horst Hrubesch, deutscher Fußballspieler und -trainer
- 1951: Olivia Hussey, argentinisch-britische Schauspielerin
- 1951: Börje Salming, schwedischer Eishockeyspieler
- 1952: Hans Dobbertin, deutscher Mathematiker und Kryptologe
- 1952: Dieter Dörr, deutscher Jurist
- 1952: Robert Gliński, polnischer Filmregisseur
- 1952: Željko Ražnatović, jugoslawisch-serbischer Kriegsverbrecher
- 1953: Pierre Assouline, französischer Schriftsteller und Journalist
- 1953: Michael Kranz, deutscher Schauspieler
- 1953: Frithjof Schmidt, deutscher Politiker, Europaabgeordneter
- 1954: Riccardo Patrese, italienischer Automobilrennfahrer
- 1954: Nano Pourtier, französischer Freestyle-Skier
- 1954: Michael Sembello, US-amerikanischer Sänger und Musiker
- 1955: Jürgen Banzer, deutscher Politiker
- 1955: Rob Bolland, niederländischer Musiker (Bolland & Bolland)
- 1955: Kristine Sutherland, US-amerikanische Schauspielerin
- 1956: Patrick Gallois, französischer klassischer Flötist

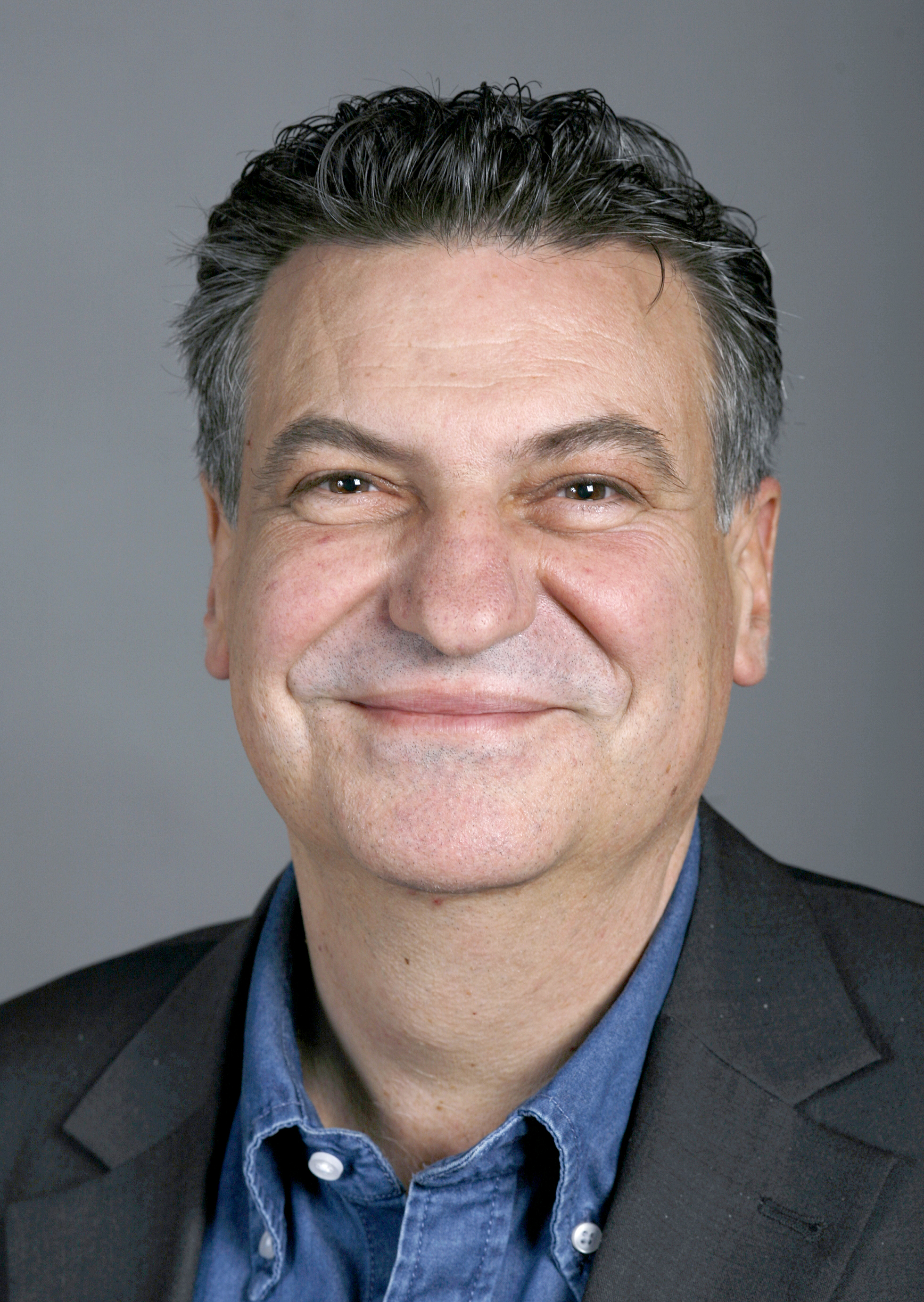
Josef Zisyadis (* 1956)

- 1956: Josef Zisyadis, Schweizer Politiker und Theologe
- 1957: Marc Marie Max Aillet, französischer Bischof von Bayonne
- 1957: Teresa Austin, kanadische Schauspielerin und Tierschützerin
- 1957: Dwane Casey, US-amerikanischer Basketballtrainer
- 1957: Nick Hornby, britischer Schriftsteller
- 1957: Jacqueline Moudeina, tschadische Rechtsanwältin und Menschenrechtsaktivistin
- 1957: Giuseppe Zanotti, italienischer Modemacher
- 1958: Stephan Niklaus, Schweizer Leichtathlet
- 1958: Ralf Wosik, deutscher Tischtennisspieler
- 1959: Sean Bean, britischer Schauspieler
- 1959: Günter Eymold, deutscher Fußballspieler
- 1959: Günther Kolbe, deutscher Jurist
- 1959: Nanette Scriba, deutsche Chansonsängerin
- 1960: Thomas Blenke, deutscher Kommunalpolitiker
- 1960: Didier Burkhalter, Schweizer Politiker
- 1960: Jörg Michael Peters, deutscher Weihbischof in Trier und Titularbischof von Fordongianus
- 1961: Rogelio J. Pineiro, US-amerikanischer Autor
- 1961: Tjako van Schie, niederländischer Pianist und Komponist
- 1961: Geet Sethi, indischer Billardspieler und Weltmeister
- 1962: Heidi Attenberger, deutsche Ruderin
- 1962: Georg Böhm, deutsch-ungarischer Tischtennisspieler
- 1962: Joanna Murray-Smith, australische Schriftstellerin
- 1963: Ellen Breen, US-amerikanische Freestyle-Skierin
- 1963: Randy Edmonds, kanadischer Eishockeyspieler und -trainer
- 1963: Ademar Fonseca, brasilianischer Fußballtrainer
- 1963: Alfred Hochedlinger, österreichischer Komponist
- 1963: Uwe Streb, deutscher Eisschnellläufer
- 1964: Laurent Achard, französischer Filmregisseur, Produzent und Drehbuchautor
- 1964: Raye Hollitt, US-amerikanische Bodybuilderin und Schauspielerin
- 1964: Maynard James Keenan, US-amerikanischer Musikproduzent und Winzer, Schauspieler und Sänger
- 1964: Nathalie Licard, französische Moderatorin
- 1964: Martin Nettesheim, deutscher Jurist
- 1964: Rachel Notley, kanadische Politikerin
- 1964: Lela Rochon, US-amerikanische Schauspielerin

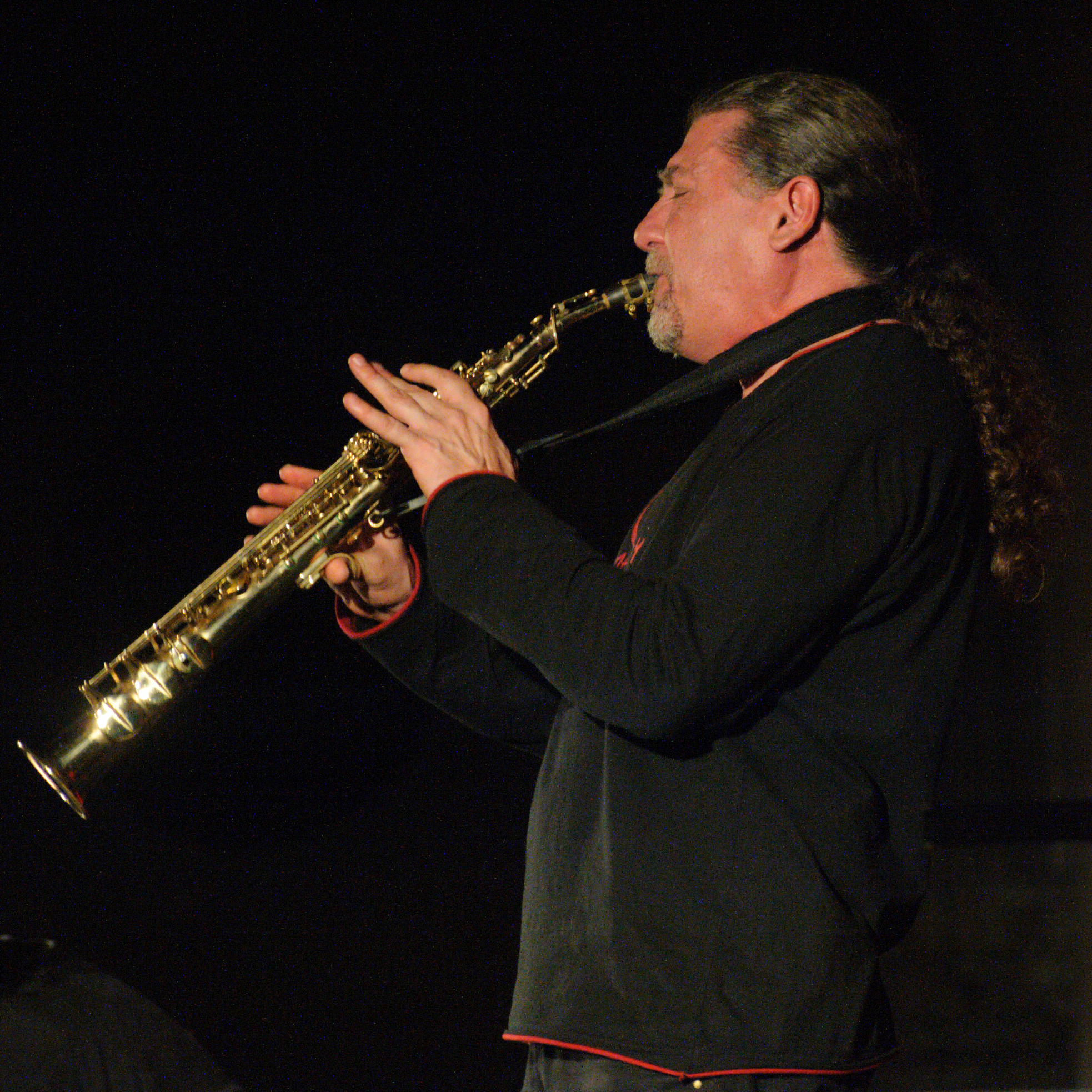
Javier Girotto (* 1965)

- 1965: Javier Girotto, argentinischer Jazzsaxophonist, Klarinettist und Flötist
- 1965: Mike Fuhrig, deutscher Handballspieler
- 1965: Hary Raithofer, österreichischer Radiomoderator
- 1965: William Mapother, US-amerikanischer Schauspieler
- 1966: Sandra Seuser, deutsche Leichtathletin
- 1967: Michael Ammann, deutscher Komponist, Improvisateur, Performer und Phonetiker
- 1967: Matt Chamberlain, US-amerikanischer Schlagzeuger und Percussionist
- 1967: Kimberly Elise, US-amerikanische Schauspielerin
- 1967: Ulrike Fenzl, deutsche Juristin
- 1967: Oliver Kasper, deutscher Eishockeyspieler
- 1967: Liz Phair, US-amerikanische Rock-Sängerin
- 1968: Adam McKay, US-amerikanischer Drehbuchautor, Filmproduzent und Filmregisseur
- 1968: Marc Wagner, deutsch-österreichischer Fernsehmoderator und TV-Produzent
- 1969: Henry Ian Cusick, peruanischer Film- und Theaterschauspieler
- 1969: Kim Fisher, deutsche Sängerin und Fernsehmoderatorin
- 1969: Wadym Kulabuchow, ukrainischer Eishockeyspieler
- 1969: Oliver Piper, deutscher Schauspieler
- 1970: Pascale Arbillot, französische Schauspielerin
- 1970: Petr Borkovec, tschechischer Dichter, Übersetzer und Kulturredakteur
- 1970: Martin Buschmann, deutscher Politiker
- 1970: Redman, US-amerikanischer Rapper
- 1970: Lars Rensmann, deutscher Professor
- 1971: Haukur Arnórsson, isländischer Skirennläufer
- 1971: David Wagner, deutscher Schriftsteller
- 1972: Raisa O’Farrill, kubanische Volleyballnationalspielerin

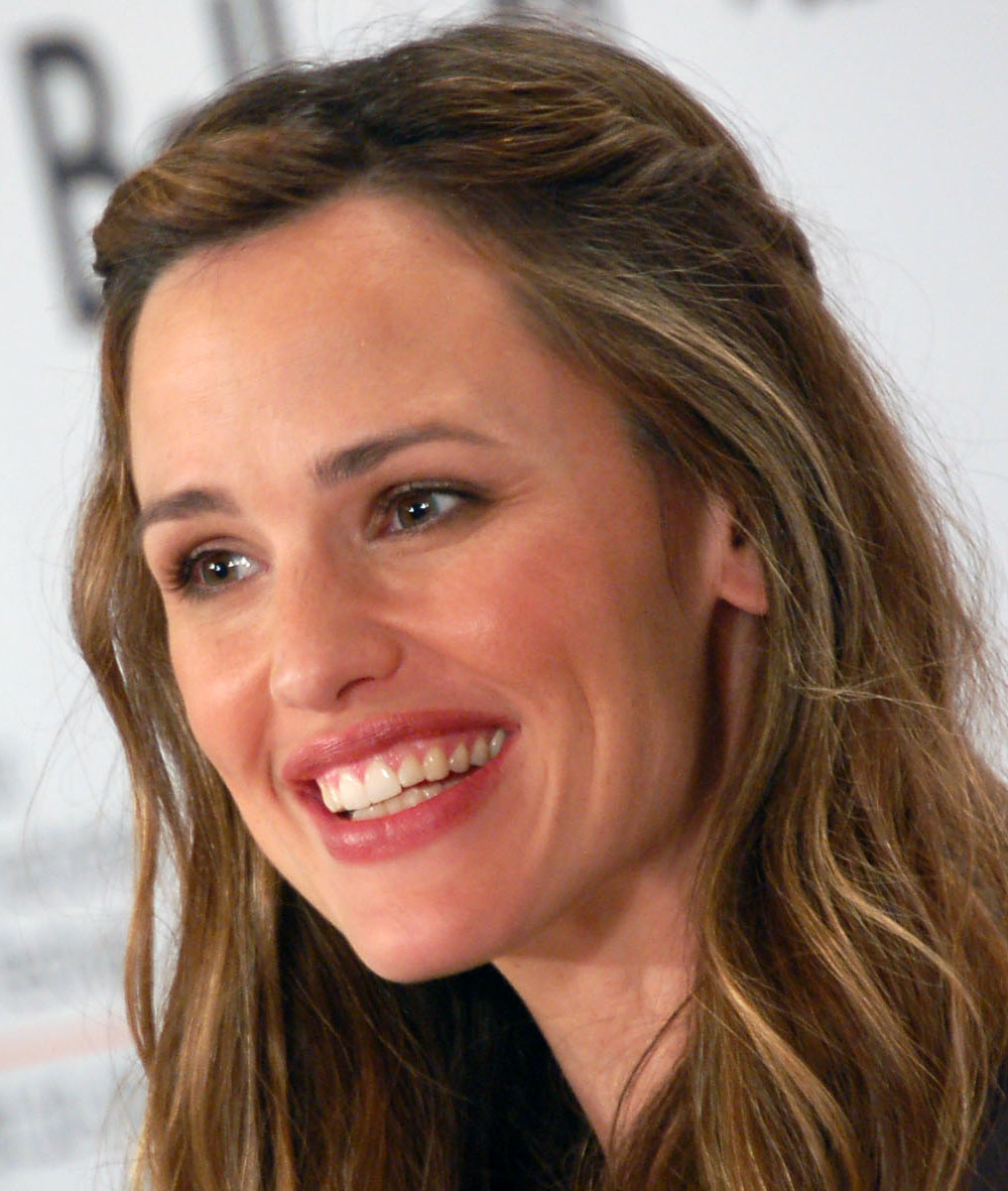
Jennifer Garner (* 1972)

- 1972: Jennifer Garner, US-amerikanische Schauspielerin
- 1972: Keith Lyle, US-amerikanischer American-Football-Spieler
- 1972: Yūichi Nishimura, japanischer Fußballschiedsrichter
- 1972: Minna Suoniemi, finnische Videokünstlerin
- 1973: Doug Ast, kanadischer Eishockey-Profi
- 1973: Kenneth Carlsen, dänischer Tennisspieler
- 1974: Mikael Åkerfeldt, schwedischer Rockmusiker
- 1974: Victoria Beckham, britische Popsängerin
- 1975: Wenderson Arruda Said, brasilianischer Fußballspieler
- 1975: Stefano Fiore, italienischer Fußballspieler
- 1975: Ulf Ganschow, deutscher Handballspieler

#### 1976–2000
- 1976: Peter Aumer, deutscher Betriebswirt und Politiker

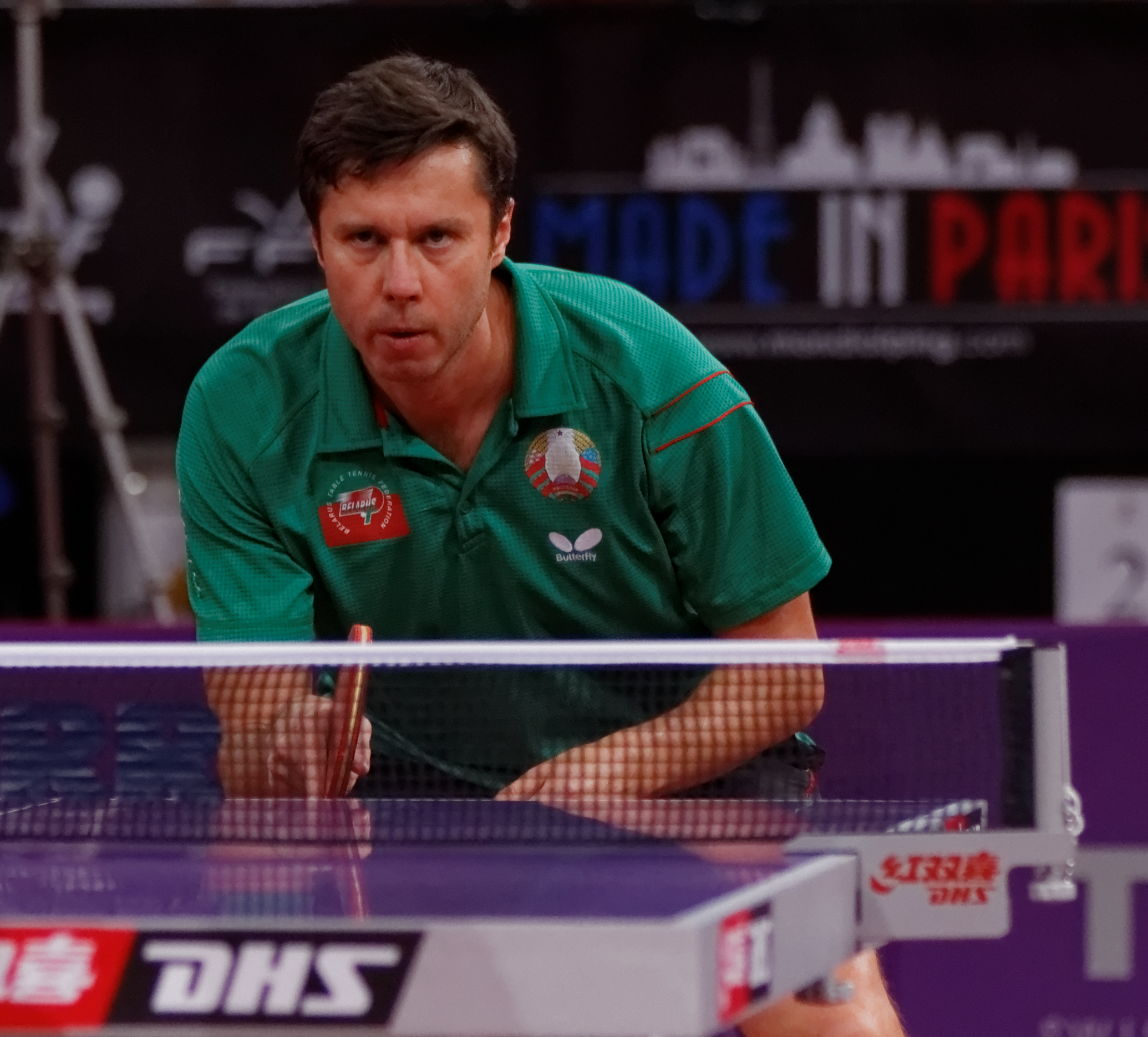
Uladsimir Samsonau (* 1977)

- 1976: Uladsimir Samsonau, belarussischer Tischtennisprofi
- 1976: Sizzla, jamaikanischer Sänger, Reggae- und Dancehall-Interpret
- 1977: Chad Hedrick, US-amerikanischer Speedskater und Eisschnellläufer
- 1977: Frederik Magle, dänischer Komponist, Konzertorganist und Pianist
- 1978: Monika Bergmann, deutsche Skirennläuferin
- 1978: Juan Guillermo Castillo, uruguayischer Fußballspieler
- 1978: Karsten Ganschow, deutscher Handballspieler und Betriebswirt
- 1978: Daniel Hensel, deutscher Komponist und Musikwissenschaftler
- 1978: Hannu Manninen, finnischer Nordischer Kombinierer
- 1978: David Murdoch, schottischer Curler
- 1978: Jason White, schottischer Rugbyspieler
- 1979: Aurore Lalucq, französische Politikerin
- 1981: Luca Denicolà, Schweizer Fußballspieler
- 1981: Laura Klemke, deutsche Gitarristin
- 1982: Robert Labs, deutscher Comiczeichner
- 1982: Lee Si-young, südkoreanische Schauspielerin
- 1983: Marcel Effenberger, deutscher Handballspieler
- 1984: Rosanna Davison, irisches Model
- 1984: Cashmo, deutscher Rapper und Produzent
- 1984: Raffaele Palladino, italienischer Fußballspieler
- 1985: Steffen Bühler, deutscher Handballspieler

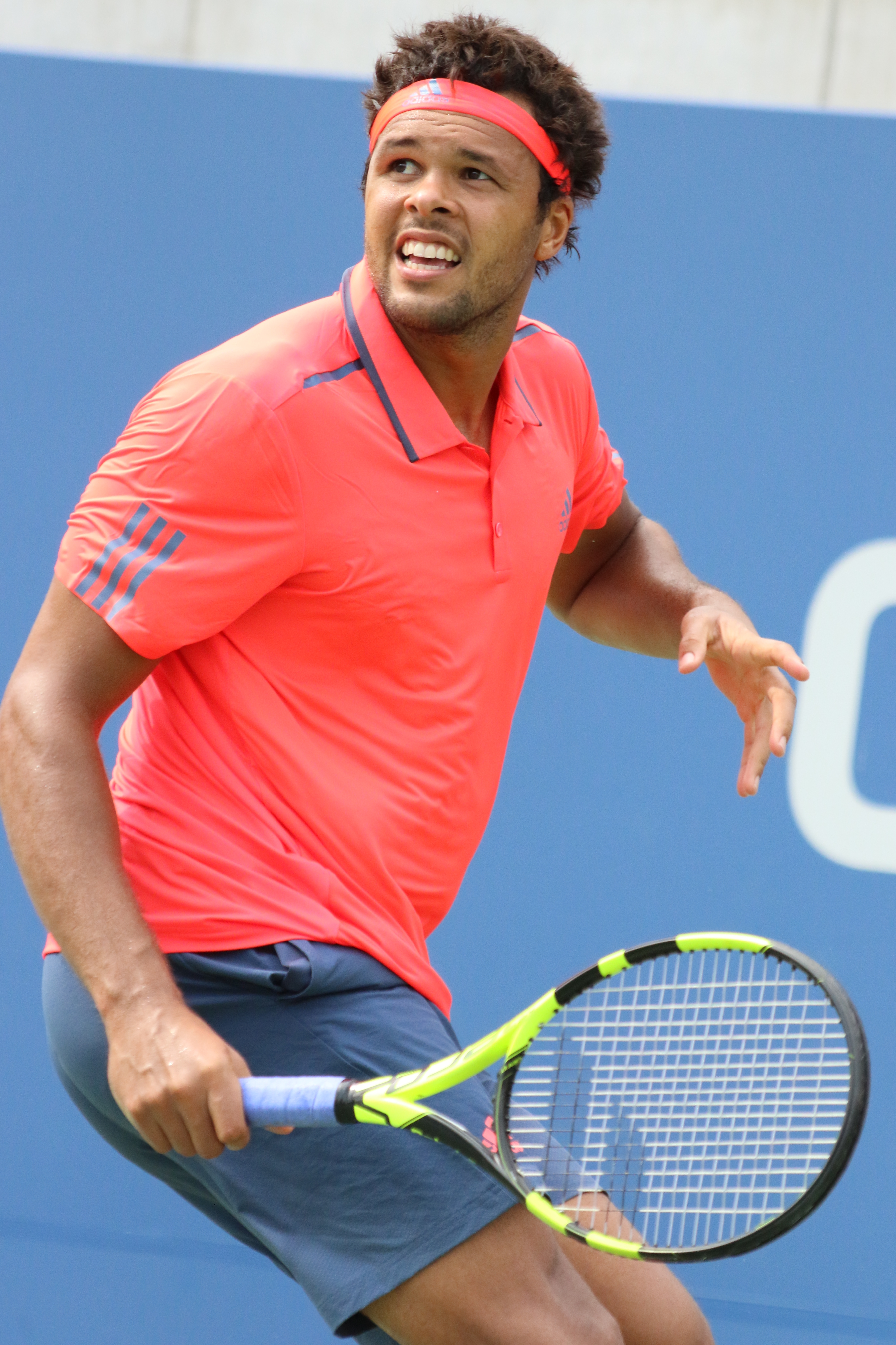
Jo-Wilfried Tsonga (* 1985)

- 1985: Jo-Wilfried Tsonga, französischer Tennisspieler
- 1986: Jens Bechtloff, deutscher Handballspieler
- 1986: Romain Grosjean, französisch-schweizerischer Rennfahrer
- 1986: Toon Leenders, niederländischer Handballspieler
- 1987: Tom James, walisischer Rugbyspieler
- 1987: Tando Yuji Velaphi, australischer Fußballspieler
- 1987: Jacqueline MacInnes Wood, kanadische Schauspielerin
- 1988: Andreas Bleck, deutscher Politiker
- 1988: Veronica Ricci, US-amerikanische Darstellerin
- 1988: Pernille Wibe, norwegische Handballspielerin
- 1989: Fabio Leimer, Schweizer Rennfahrer
- 1989: Charles Aránguiz, chilenischer Fußballspieler
- 1989: Olga Igorewna Fomina, russische Handballspielerin
- 1990: Astrit Ajdarević, kosovarisch-schwedischer Fußballspieler
- 1991: Oğuz Yılmaz, deutsch-türkischstämmiger Webvideoproduzent
- 1992: Jan Forstbauer, deutscher Handballspieler
- 1992: Shkodran Mustafi, deutscher Fußballspieler
- 1992: Jasper Stuyven, belgischer Radrennfahrer
- 1995: Tim Wolters, deutscher Dartspieler
- 1997: Tilen Bartol, slowenischer Skispringer
- 1997: Kolja Herrmann, deutscher Fußballspieler
- 1998: Anna Gerhardt, deutsche Fußballspielerin
- 2000: Maurice Conrad, deutscher Klimaschutzaktivist und Politiker

### 21. Jahrhundert

#### 2001–2025
- 2002: Gro Randby, norwegische Biathletin

## Gestorben

### Vor dem 16. Jahrhundert
- 0546 v. Chr.: Adad-happe, Mutter des letzten neubabylonischen Königs Nabonid
- 0166: Anicetus, römischer Bischof und Märtyrer
- 0328: Alexander, Bischof von Alexandria
- 0485: Proklos, neuplatonischer Philosoph
- 0744: al-Walid II., Kalif
- 0818: Bernhard, König von Italien
- 0851: Blutenda, Äbtissin des Frauenklosters Münsterschwarzach
- 0858: Benedikt III., Papst
- 1067: Robert von Turlande, französischer Adeliger, Gründer des Benediktinerklosters La Chaise-Dieu und Heiliger der katholischen Kirche
- 1080: Harald Hen, dänischer König
- 1111: Robert von Molesme, Benediktinerabt, Ordensreformer und Mitbegründer des Zisterzienserordens
- 1229: Bernhard I., Graf von Lebenau
- 1294: Rudolf von Bern, kindliches Mordopfer und Anlass zu einem Pogrom gegen die Berner Juden
- 1298: Albrecht II., Graf von Hohenberg-Rotenburg
- 1298: Árni Þorláksson, isländischer Bischof
- 1344: Konstantin IV., König von Armenien
- 1355: Marino Falier, Doge von Venedig
- 1372: Ton’a, japanischer Dichter
- 1390: Guy Brian, 1. Baron Brian, englischer Adeliger, militär und Diplomat
- 1427: Johann IV., Herzog von Brabant, Lothier und Limburg, Graf von Hennegau, Holland und Zeeland

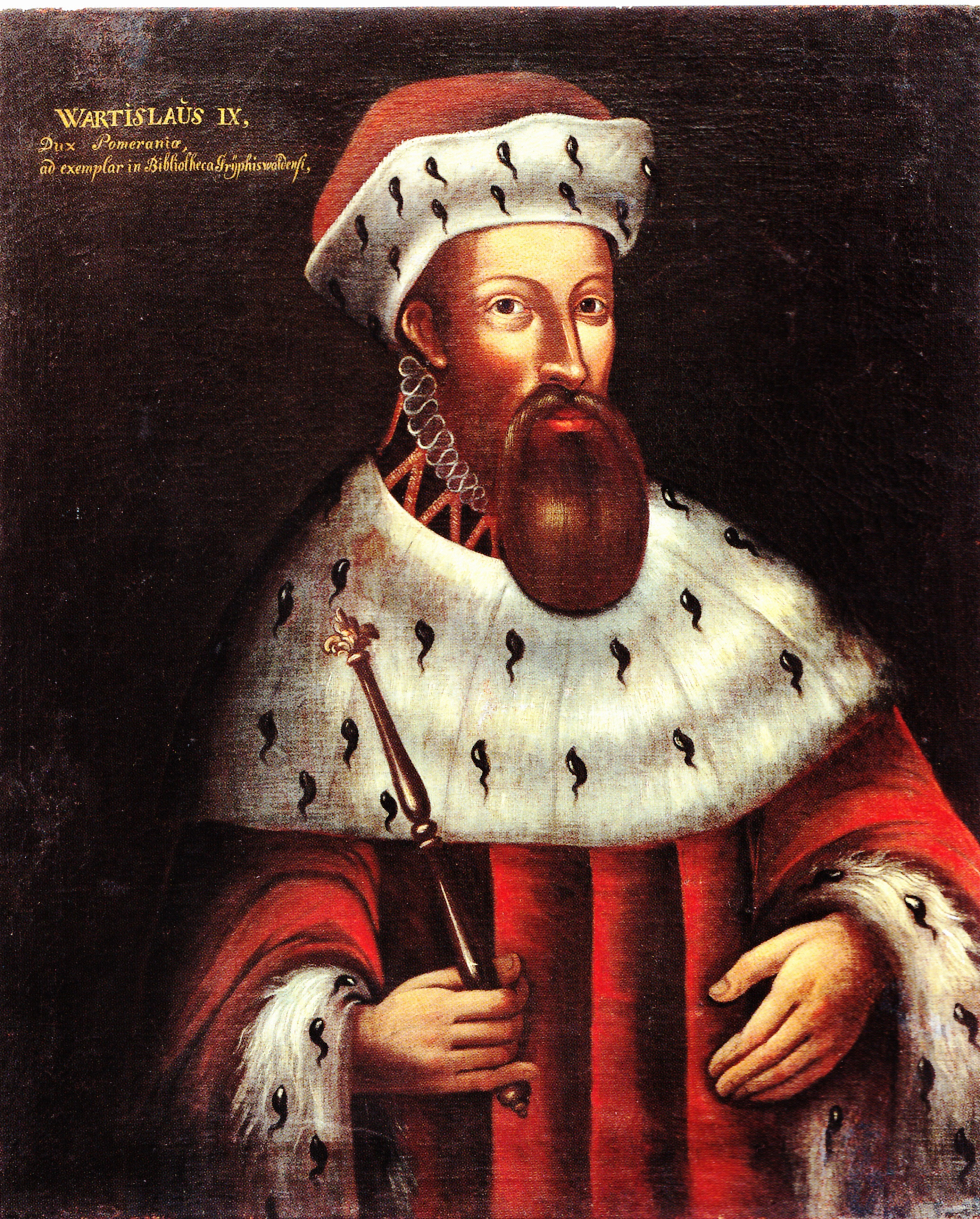
Wartislaw IX. von Pommern-Wolgast († 1457)

- 1457: Wartislaw IX., Herzog von Pommern-Wolgast

### 16. bis 18. Jahrhundert
- 1529: Louis de Berquin, französischer Humanist, Jurist, Staatsbeamter, Sprachwissenschaftler und Reformator
- 1539: Georg der Bärtige, Herzog von Sachsen
- 1540: Stanislaus Thurzo, Bischof von Olmütz
- 1555: Nicolaus II. von Carlowitz, Bischof von Meißen
- 1558: Roxelane, Lieblingsgemahlin des osmanischen Sultans Süleyman I.
- 1561: Johannes Tiedemann, Bischof von Lübeck
- 1574: Joachim Camerarius der Ältere, deutscher Humanist, Universalgelehrter und Dichter
- 1597: Wilhelm Friedrich Lutz, lutherischer Theologe und früher Kritiker der Hexenprozesse
- 1600: Konrad Friederich, Bürgermeister von St. Gallen
- 1628: Rudolf Christian, Graf von Ostfriesland ab 1625
- 1629: Caterina de’ Medici, Herzogin von Mantua und Montferrat
- 1630: Christian I., Fürst von Anhalt-Bernburg und Statthalter der Oberpfalz
- 1652: Henry Howard, 22. Earl of Arundel, englischer Adeliger
- 1657: Heinrich Cosel, böhmischer Rechtswissenschaftler
- 1669: Antonio Bertali, italienischer Komponist und Violinist
- 1675: Marie-Madeleine de Vignerot, französische Adlige und Mäzenin
- 1679: Jan van Kessel der Ältere, flämischer Maler
- 1687: George Villiers, 2. Duke of Buckingham, englischer Diplomat
- 1690: Caspar Ziegler, Jurist, Dichter und Komponist
- 1693: Rutger von Ascheberg, deutsch-baltischer Feldmarschall
- 1693: Xaver Jakub Ticin, sorbischer Jesuit und Sprachwissenschaftler
- 1695: Juana Inés de la Cruz, mexikanische Nonne und Dichterin
- 1696: Marie de Rabutin-Chantal, Marquise de Sévigné, französische Adelige und Schriftstellerin
- 1704: Ulrich Friedrich Gyldenlöwe, dänischer Statthalter in Norwegen

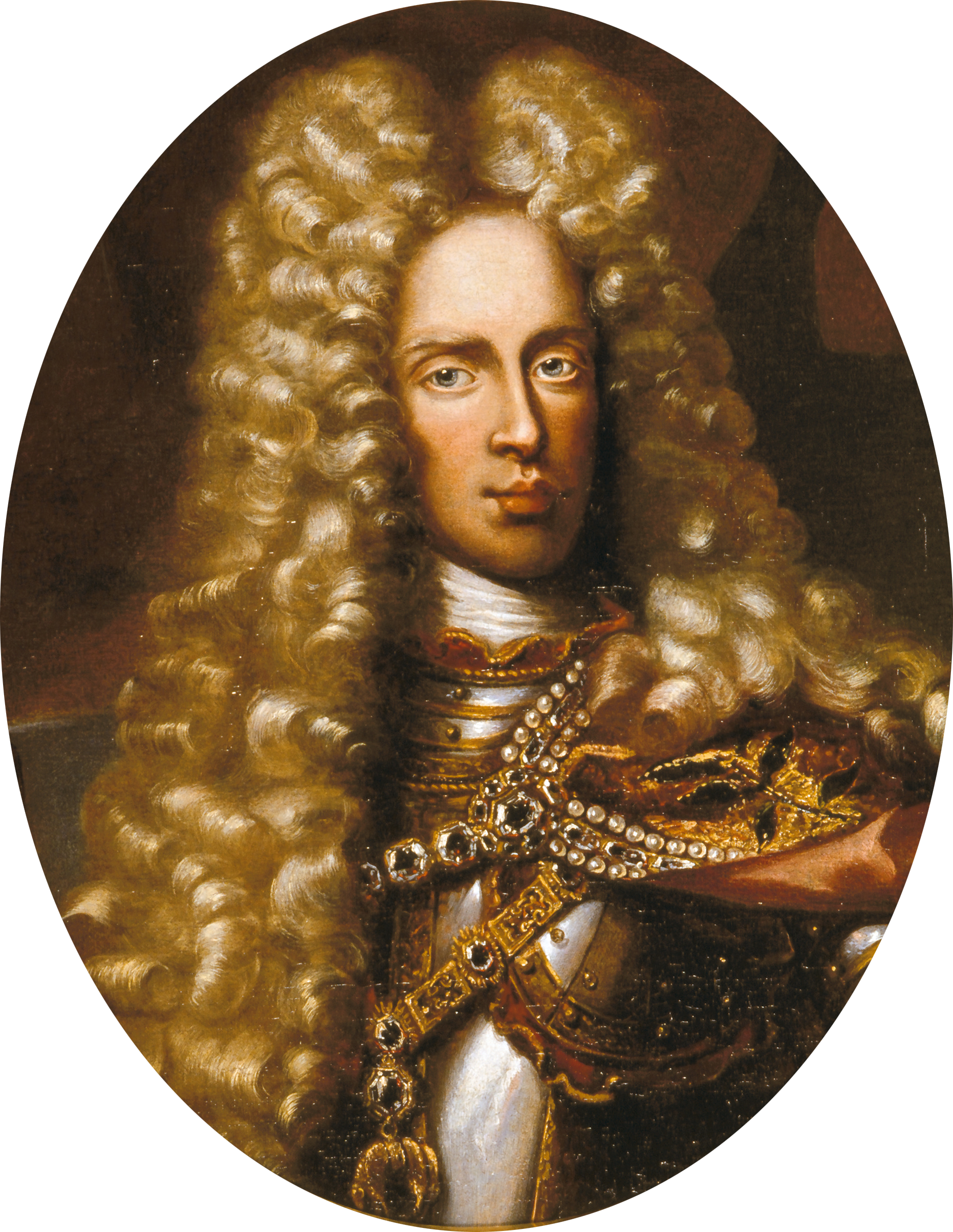
Joseph I. († 1711)

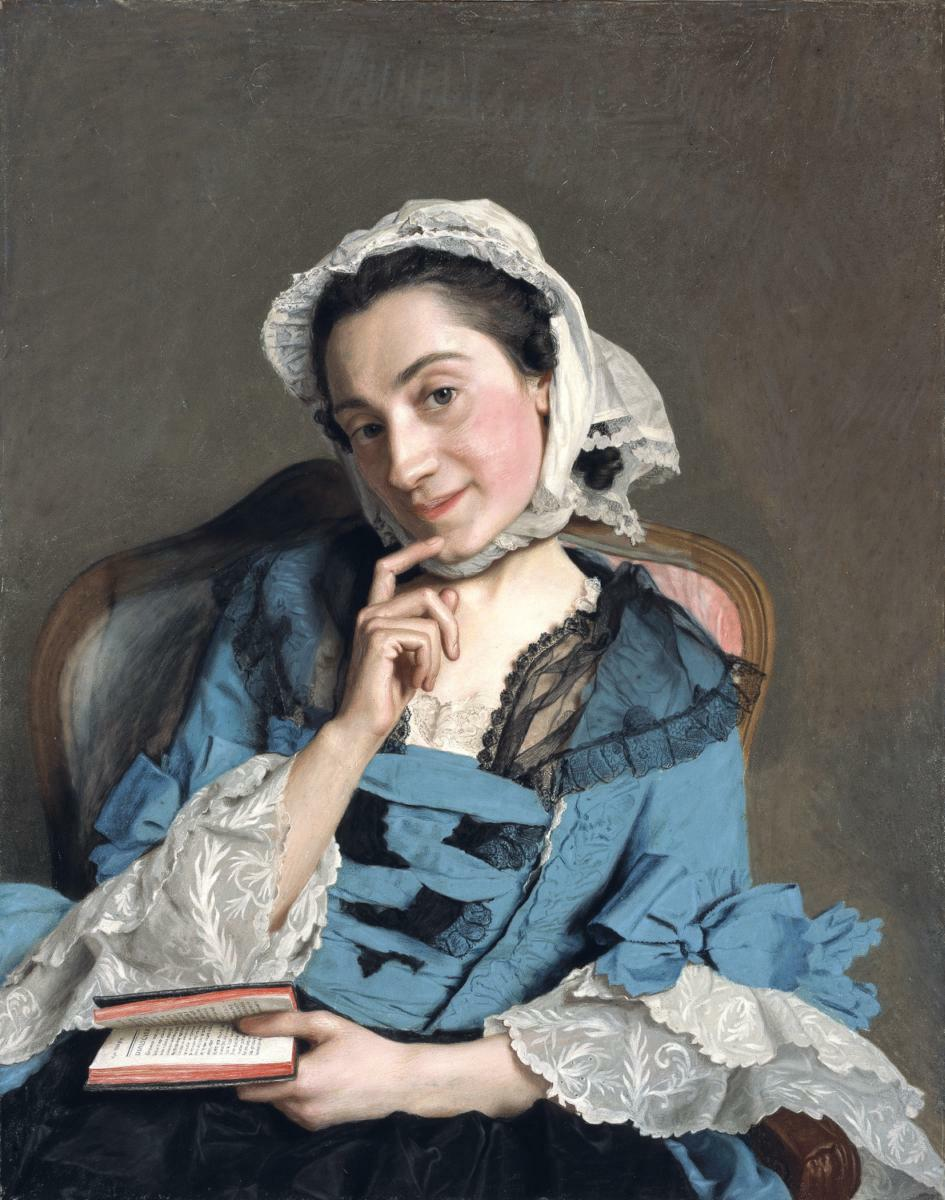
Louise d’Épinay († 1783)

- 1711: Joseph I., Kaiser des Heiligen Römischen Reiches
- 1713: David Hollaz, deutscher protestantischer Theologe (Lutherischer Dogmatiker)
- 1714: Philipp Heinrich Erlebach, Komponist des Barock
- 1714: Haquin Spegel, schwedischer lutherischer Theologe und Dichter, Erzbischof von Uppsala
- 1715: Albrecht Wolfgang zu Hohenlohe-Neuenstein, Graf zu Hohenlohe-Langenburg
- 1721: Tobias Balthasar Hold, erster deutscher Bürgermeister von Temeschwar
- 1731: Mathias Numsen, dänischer Generalmajor und Geheimrat
- 1742: Arvid Horn, Premierminister von Schweden 1710–1738
- 1746: Christian Müller, deutscher Pädagoge
- 1755: Christian Nicolaus von Linger, preußischer General der Artillerie
- 1760: Wilhelm Ernst von Buddenbrock, preußischer Major und Kommandeur des 1. Stehenden Grenadier-Bataillons
- 1761: Thomas Bayes, englischer Mathematiker und presbyterianischer Pfarrer
- 1764: Johann Mattheson, deutscher Komponist und Gelehrter
- 1783ː Louise d’Épinay, französische Schriftstellerin und berühmte Salonnière
- 1787: Wenceslaus Johann Gustav Karsten, deutscher Mathematiker
- 1790: Benjamin Franklin, US-amerikanischer Staatsmann und Diplomat, Drucker, Verleger, Schriftsteller, Naturwissenschaftler
- 1792: Johann Conrad Bürgy, schweizerisch-deutscher Orgelbauer

### 19. Jahrhundert
- 1808: Iwan Jegorowitsch Starow, russischer Architekt
- 1809: Johann Christian Kittel, deutscher Komponist und Organist
- 1821: Johann Gottfried am Ende, evangelischer Theologe

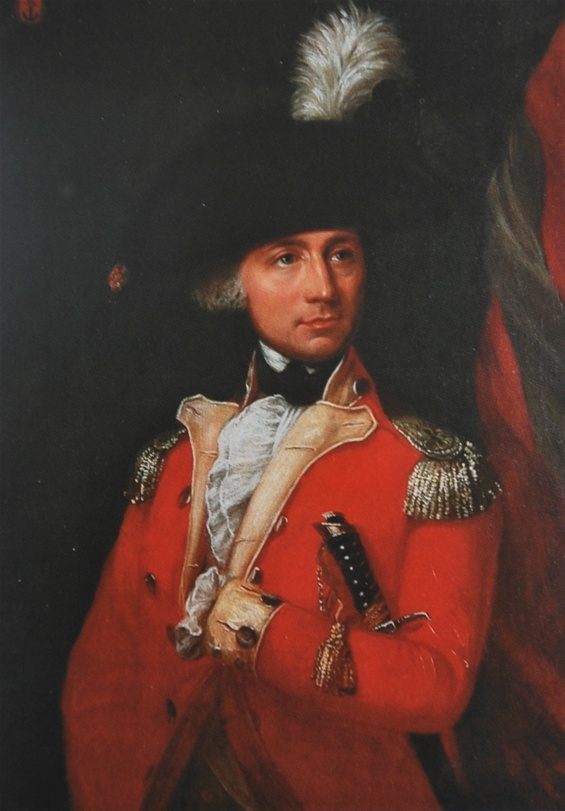
Peter Anker († 1832)

- 1832: Peter Anker, norwegischer Diplomat und Gouverneur
- 1833: Jakob Josef von Haus, deutscher Jurist und Hochschullehrer
- 1835: Iwan Petrowitsch Martos, russischer Bildhauer
- 1837: Joseph Anderson, US-amerikanischer Politiker
- 1837: Emil Friedrich I. zu Bentheim-Tecklenburg, Landesherr über die Grafschaft Bentheim
- 1840: Gustav Adolf Ferdinand Heinrich Leo, deutscher Beamter
- 1851: Friedrich Georg von Stein, deutscher Offizier und Gutsbesitzer
- 1858: James Abercromby, 1. Baron Dunfermline, britischer Jurist und Politiker
- 1862: William Wilson, britischer Maschineningenieur
- 1863: John Colborne, 1. Baron Seaton, britischer Feldmarschall und Kolonialverwalter
- 1863: Howard Stansbury, US-amerikanischer Offizier und Entdecker
- 1865: Rudolf Wiegmann, deutscher Architekt, Maler und Kunstschriftsteller
- 1873: Semen Hulak-Artemowskyj, ukrainischer Opernsänger und Komponist
- 1874: Eugen von Puttkamer, deutscher Jurist
- 1878: Luigi Bienaimé, italienischer Bildhauer
- 1878: Wilhelm von Weiler, deutscher Bauingenieur und Architekt
- 1886: Wigand Oppel, deutscher Organist und Musikpädagoge
- 1887: Angelica Bellonata Facius, deutsche Bildhauerin, Medailleurin und Gemmenschneiderin
- 1892: Alexander Mackenzie, kanadischer Politiker und Premierminister
- 1898: Manasse Tyiseseta, traditioneller Führer der Herero
- 1899: Hans Balatka, US-amerikanischer Komponist
- 1899: Wilhelm Jordan, deutscher Geodät und Mathematiker
- 1899: Margarethe von Alvensleben, deutsche Äbtissin
- 1900: Anne Beale, walisische Schriftstellerin

### 20. Jahrhundert

#### 1901–1950

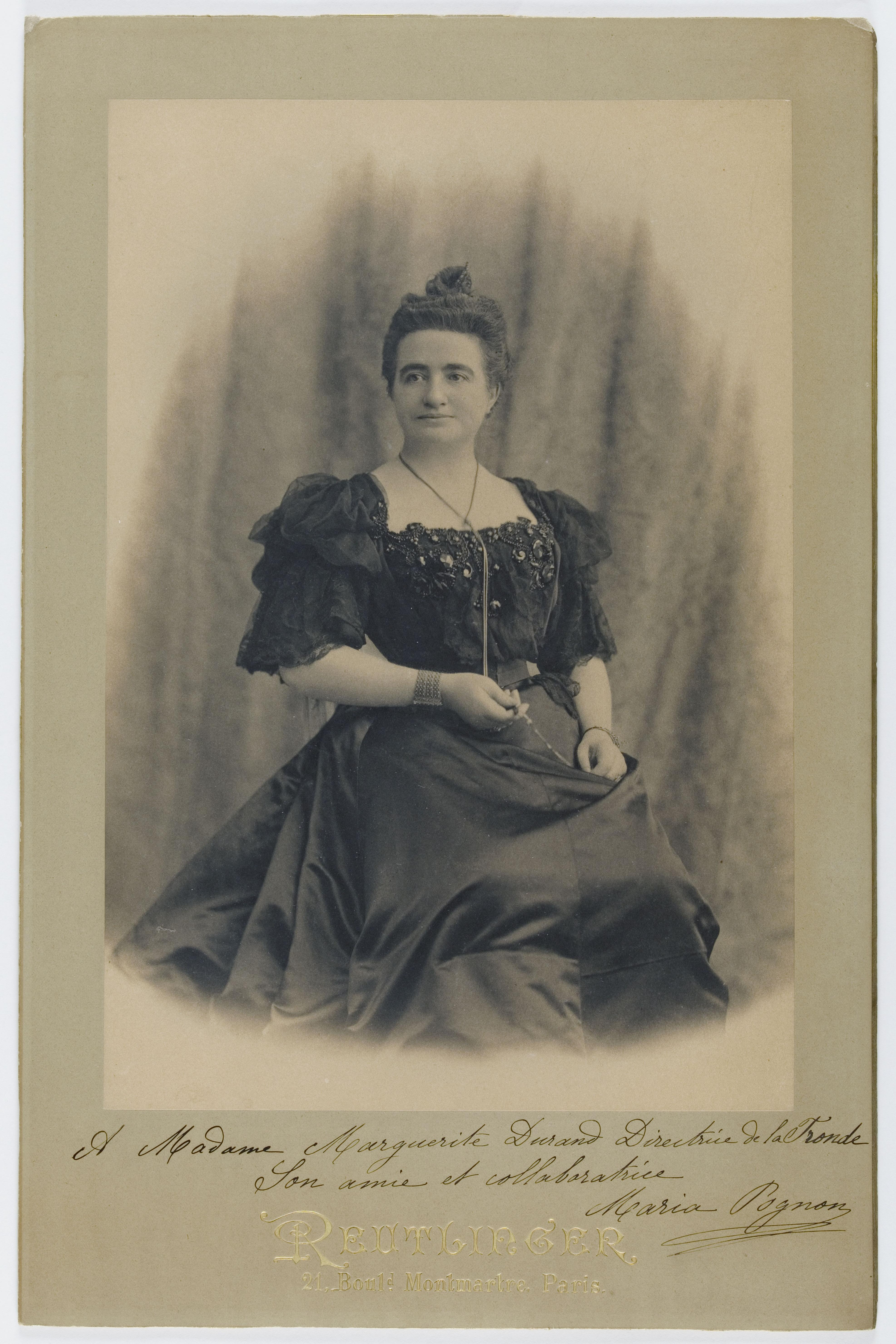
Maria Pognon († 1925)

- 1902: Francisco de Asís de Borbón, Ehemann von Isabella II. und Titularkönig von Spanien
- 1918: William Hope Hodgson, englischer Fantasy-Schriftsteller
- 1918: Johannes Thiele, deutscher Chemiker
- 1923ː Marie Festetics, Hofdame der österreichischen Kaiserin Elisabeth
- 1923: Alexander Wladimirowitsch Westmann, russischer Diplomat
- 1924: Bogd Khan, Oberhaupt des Buddhismus in der Mongolei
- 1925ː Maria Pognon, französische Feministin, Journalistin und Freimaurerin
- 1926: Anton Foerster, slowenischer Komponist

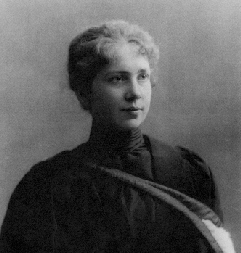
Harriet Brooks († 1933)

- 1933: Harriet Brooks, kanadische Atomphysikerin
- 1935: Horst von Windheim, deutscher Verwaltungsjurist
- 1936: Fritz Hommel, deutscher Orientalist
- 1940: Katharina Schratt, österreichische Schauspielerin
- 1941: Al Bowlly, südafrikanischer Pop- und Jazzsänger
- 1941: Alexander Zinn, deutscher Schriftsteller und Politiker
- 1942: Alfred Hertz, US-amerikanischer Dirigent deutscher Herkunft
- 1944: Max Josef Metzger, katholischer Priester und NS-Opfer
- 1945: Robert Luther, Chemiker
- 1945:  Hilde Meisel, deutsch-jüdische Sozialistin und Publizistin, Widerstandskämpferin gegen die NS-Diktatur
- 1945: Nina Müller, Opfer des Holocaust
- 1947: G. B. Samuelson, britischer Filmproduzent und -regisseur
- 1948: Johan Paul van Limburg Stirum, Generalgouverneur von Niederländisch-Indien
- 1948: Johnny Madden, schottischer Fußballspieler und -trainer

#### 1951–2000
- 1951: Renato Magi, italienischer Motorradrennfahrer

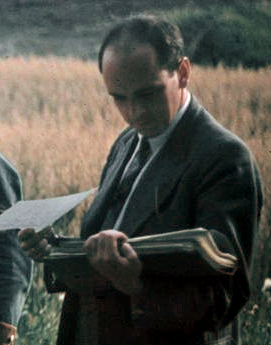
Robert Ritter († 1951)

- 1951: Robert Ritter, deutscher nationalsozialistischer Rassentheoretiker
- 1951ː Agnes Robmann, Schweizer Lehrerin, Sozialistin und Frauenrechtlerin
- 1951: Berthe Weill, französische Kunsthändlerin und Galeristin
- 1952: Rudolf Dix, deutscher Rechtsanwalt und Notar
- 1953: Franz Langoth, österreichischer Politiker
- 1953: Alfred Margaine, französischer Politiker
- 1957: Sepp Aman, österreichischer Politiker
- 1958: Wolfgang Klausner, deutscher Politiker
- 1959: Kawaji Ryūkō, japanischer Lyriker
- 1960: Eddie Cochran, US-amerikanischer Rock-’n’-Roll- und Rockabilly-Musiker
- 1963: Alfred Edward Bennett, australischer Rundfunkmanager und Theosoph
- 1965: Roman Lampl, deutscher Politiker
- 1966: Hans Purrmann, deutscher Maler, Grafiker, Kunstschriftsteller und Sammler
- 1968: Wilhelm Schütte, deutsch-österreichischer Architekt
- 1969: Emilio Arenales Catalán, guatemaltekischer Politiker
- 1970: Michał Kalecki, polnischer Ökonom
- 1971: Wolf Bloem, deutscher Landschaftsmaler, Aquarellist und Grafiker
- 1971: Pierre Luboshutz, russischer Pianist und Musikpädagoge
- 1974: Herbert Elwell, US-amerikanischer Komponist und Musikpädagoge
- 1975: Maria Pastori, italienische Mathematikerin und Hochschullehrerin
- 1975: S. Radhakrishnan, indischer Philosoph, Politiker und Staatspräsident
- 1976: Henrik Dam, dänischer Physiologe, Biochemiker und Nobelpreisträger
- 1977: Richard Adler, deutscher Maler, Illustrator und Graphiker
- 1977: Dorothy Brady, US-amerikanische Mathematikerin, Ökonomin
- 1977: William Conway, irischer Geistlicher, Erzbischof von Armagh
- 1978: Ewald Balser, deutscher Schauspieler
- 1979: Paolo Barison, italienischer Fußballspieler und -trainer
- 1980: Anna Dengel, österreichische Ärztin und Ordensschwester
- 1982: Maximiliane Ackers, deutsche Schriftstellerin, Drehbuchautorin und Schauspielerin
- 1983: Felix Pappalardi, US-amerikanischer Musiker
- 1985: Charles Owen, US-amerikanischer Perkussionist und Musikpädagoge
- 1986: Bessie Head, botswanische Schriftstellerin
- 1987: Carlton Barrett, jamaikanischer Schlagzeuger
- 1987: Jozef Grešák, slowakischer Komponist, Pianist und Organist

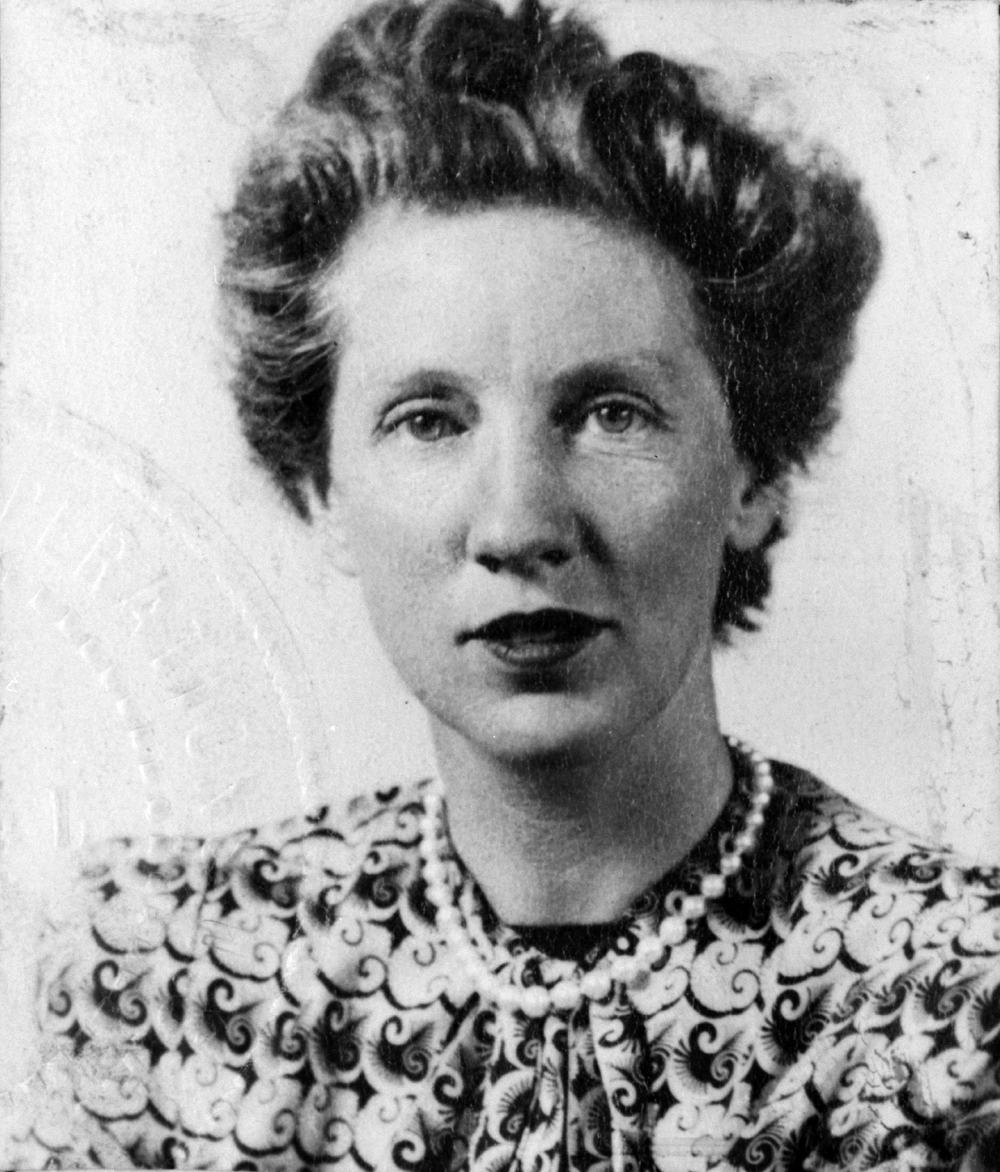
Toni Frissell († 1988)

- 1988: Toni Frissell, US-amerikanische Fotografin
- 1988: Patrick Mphephu, erster Präsident des Homelands Venda
- 1988: Louise Nevelson, US-amerikanische Bildhauerin
- 1990: Ralph Abernathy, US-amerikanischer baptistischer Geistlicher und Bürgerrechtler
- 1990: Angelo Schiavio, italienischer Fußballspieler
- 1990: Karl Walz, deutscher Politiker
- 1991: Jacques Armand, französischer Comiczeichner
- 1993: Turgut Özal, Staats- und Ministerpräsident der Türkei
- 1996: Johanne Autenrieth, deutsche Paläografin und Mittellateinische Philologin
- 1996: Paul Bleiß, deutscher Politiker
- 1996: Tomás Gutiérrez Alea, kubanischer Filmregisseur und Drehbuchautor
- 1997: Chaim Herzog, israelischer Staatspräsident
- 1998: Alberto Bovone, italienischer Geistlicher, Kurienkardinal
- 1998: Linda McCartney, US-amerikanische Fotografin, Ehefrau von Paul McCartney
- 2000: Leo Adamek, deutscher Politiker
- 2000: Margarete Bardo, politisch engagierte Gastwirtin, LGBT-Aktivistin

### 21. Jahrhundert
- 2001: Vera Brühne, mutmaßliche Doppelmörderin
- 2003: Robert Atkins, US-amerikanischer Kardiologe und Ernährungswissenschaftler
- 2003: Werner Gerich, deutscher Ingenieur
- 2003: John Paul Getty II, britischer Millionär
- 2003: Jozef Schell, belgischer Biochemiker
- 2003: Hilde Sessak, deutsche Schauspielerin
- 2004: Abd al-Aziz ar-Rantisi, palästinensischer Generalkommandant der Hamas
- 2004: Anke Hartnagel, deutsche Politikerin (MdB)
- 2005: Konrad Spindler, deutscher Prähistoriker, Erforscher der Ötzi-Mumie

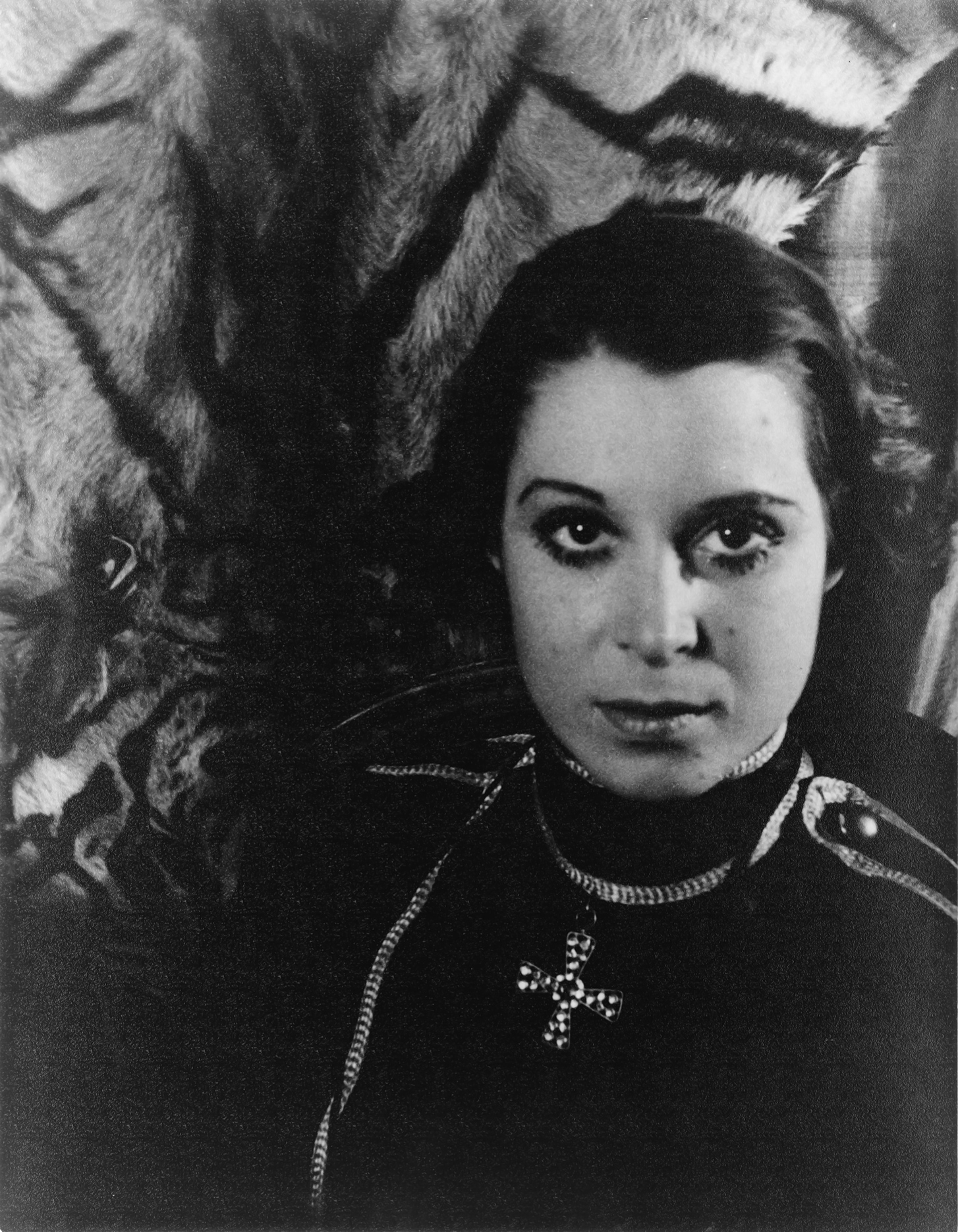
Kitty Carlisle († 2007)

- 2007: Kitty Carlisle, US-amerikanische Schauspielerin
- 2008: Aimé Césaire, afrokaribisch-französischer Dichter, Essayist und Politiker
- 2008: Werner Dürrson, deutscher Schriftsteller und Übersetzer
- 2009: Gisela Reißmann, deutsche Schauspielerin und Synchronsprecherin
- 2009: Hans Ziegenfuß, deutscher Gewerkschafter
- 2010: Dede Allen, US-amerikanische Filmeditorin
- 2010: Egon Christian Andresen, deutscher Elektrotechniker
- 2010: Abu Ayyub al-Masri, ägyptischer Terrorist
- 2011: Josefa Kröger, deutsche Kanutin
- 2011: Albrecht Roser, deutscher Puppenspieler
- 2011: Michael Sarrazin, kanadischer Schauspieler
- 2012: Dieter Dorner, österreichischer Radiomoderator und Bioweinbauer
- 2012: Dimitris Mitropanos, griechischer Sänger und Komponist
- 2013: Dariush Safvat, iranischer Setār- und Santurspieler und Musikwissenschaftler
- 2014: Gabriel García Márquez, kolumbianischer Schriftsteller (Hundert Jahre Einsamkeit), Journalist und Literaturnobelpreisträger
- 2014: Karl Meiler, deutscher Tennisspieler
- 2014: Giorgio Pianta, italienischer Autorennfahrer und Motorsportfunktionär
- 2015: Francis George, US-amerikanischer Kardinal
- 2015: Mariano Gago, portugiesischer Politiker
- 2016: Doris Roberts, US-amerikanische Schauspielerin
- 2016: Manfred Sult, deutscher Geistlicher
- 2017: Michael Francis Perham, britischer Bischof
- 2018: Barbara Bush, US-amerikanische Präsidentengattin
- 2018: Richard Blystone, US-amerikanischer Journalist
- 2018: Dieter Lattmann, deutscher Schriftsteller und Politiker
- 2019: Alan García, peruanischer Staatspräsident
- 2020: Herwig Knaus, österreichischer Musikwissenschaftler und Publizist
- 2021: Paul Helminger, luxemburgischer Politiker
- 2021: Sándor Szabó, ungarischer Schwimmer
- 2022: Eduardo Barbeiro, portugiesischer Schwimmer und Wasserballspieler
- 2022: Radu Lupu, rumänischer Pianist
- 2023: Bob Berry, US-amerikanischer American-Football-Spieler
- 2023: Wiktorija Wiktorowna Diwak, russische Handballspielerin
- 2023: April Stevens, US-amerikanische Sängerin
- 2024: Gerd Roggensack, deutscher Fußballspieler und -trainer
- 2025ː Krystyna Miłobędzka, polnische Dichterin

## Feier- und Gedenktage
- Kirchliche Gedenktage
  - Louis de Berquin, französischer Märtyrer (evangelisch)
  - Max Josef Metzger, deutscher Priester, Gründer und Märtyrer (evangelisch, die römisch-katholische Seligsprechung ist noch nicht abgeschlossen)
  - Hl. Anicetus, römischer Bischof (katholisch)
  - Kateri Tekakwitha, indianische Heilige
  - Hl. Pusei, persischer Kuropalates und Märtyrer (orthodox)
- Namenstage
  - Rudolf
- Staatliche Feier- und Gedenktage
  - Syrien: Unabhängigkeit von Frankreich (1946)

Weitere Einträge enthält die Liste von Gedenk- und Aktionstagen.